# 連合軍専用客車
連合軍専用客車（れんごうぐんせんようきゃくしゃ）は、第二次世界大戦後、日本を占領した連合国軍が、日本の国有鉄道に供出させて接収し、軍用輸送に使用した客車である。

## 概要
1945年（昭和20年）8月15日、日本は連合国の発したポツダム宣言を受諾して無条件降伏し、ここに3年8か月間に及んだ太平洋戦争は終結を迎えた。アメリカ合衆国およびイギリスを中心とする連合国軍は日本各地に進駐し、日本の鉄道は連合国軍最高司令官総司令部（GHQ）揮下の第3鉄道輸送司令部（3rd Military Railway Service / MRS）の管理下に置かれることとなった。輸送司令部は日本の国有鉄道（当時は運輸省）に対し、優良客車の接収と改造、それらによる専用列車の設定と運転を要求した。これにより、連合軍に接収された客車群がここで取り扱うものである。
終戦にともなう旅行自粛の解除による輸送量急増のため、戦争中の酷使により疲弊していた客車は、ますます荒廃の度を深めていたが、そんな中、連合軍専用客車は完全整備され、敗戦国民である日本人には近寄ることもできない別天地として羨望と畏怖の対象ともなった。
接収された客車は、鉄道を現場で管理した連合軍鉄道輸送司令部事務所（Railway Transportation Office / RTO）の将兵が管理しやすいよう、日本人用の客車と区別するよう求められた。そのため客車には次第に軍呼称や軍番号が書き込まれた。しかしながら、RTOの将兵達は接収した客車に標記されたカタカナの記号を理解することができず、記号の異なる同番号車の混同が絶えなかったため、1945年（昭和20年）10月11日に輸送司令部の命令で、各車両に固有の軍名称（州や都市、鳥の名前等）を付すことになり、車体中央窓下部に白ペンキで標記された。その際、カタカナ記号の消去を求められたが、今度は日本人職員が困るため、輸送司令部に要求し、記号を軍番号の上部に標記することは認められたという。国鉄での形式番号は、妻面に標記された。
1946年（昭和21年）1月28日、輸送司令部は専用客車の車体塗色を、日本人用車両より明るい独自の茶色に塗り替えるよう命令した。同年6月25日には、新たな体系による軍番号が指令され、一等寝台車から暖房車まで28種に分類されるようになった。この軍番号は、形式と構造で区別する従来の日本の方式と異なり、用途や定員別に付されており、同用途のものには一連の番号が付された。さらに10月24日には、専用客車に全て一等車と同じ白帯をつけることを要求した。このときの命令では、白帯の中に「U.S.ARMY」（アメリカ陸軍）と黒ペンキで表示することとされたが、すぐに「ALLIED FORCES」（連合軍）に変更することになった。これは、同じく日本に多く進駐していたイギリス軍に配慮したものであろう。しかしながら、アメリカ軍の司令官など利用者が決まっているものについては、「U.S.ARMY」の標記が残された。こうして同年末には、専用客車は明るい茶色に白帯という姿に整備されていった。
ちなみに1945年（昭和20年）11月、連合国軍最高司令官総司令部 (GHQ) 第3鉄道輸送司令部 (MRS)よりホスピタル・トレインとして使用する客車は車体外側を白色とし、等級帯を緑濃色、車体両側中央部に赤十字章を掲示するよう指示されたが、国鉄当局からの資材の入手難と保守の困難性が申し入れあり実現しなかった。
これらの客車は、1952年（昭和27年）4月28日の対日講和条約の発効により占領が終わるまでにほとんどが返還されたが、一部の車両（郵便車）は、1970年（昭和45年）まで使用された。

## 専用客車一覧
以下に、連合軍専用客車の一覧を記す。
記載データの配列は、次のとおりである。
- 軍番号 - 軍名称 - 国鉄番号（改造前番号） - 改造時期 改造所 - 指定時期 - 解除時期 ※特記事項

### 20 Berth Compartment Sleeper（区分室寝台車: 寝台数20）
一等寝台車。軍番号は1000番台。
- 1001 - CINCINNATI - マイネ375 - 1946年10月改造 OY - 1946年6月軍番号指定 - 1952年3月解除
- 1002 - BOISE - マイネ373 - 1946年4月改造 OM - 1946年6月軍番号指定 - 1952年3月解除
- 1003 - HARRISBURG - マイネ371 - 1946年6月改造 OY - 1946年6月軍番号指定 - 1952年3月解除
- 1004 - OSKALOOSA - マイネ376 - 1945年11月改造 OY - 1946年6月軍番号指定 - 1952年3月解除
- 1005 - VIRGINIA - マイネ378 - 1945年10月改造 OY - 1946年6月軍番号指定 - 1952年3月解除
- 1006 - PARADISE - マイネ377 - 1946年7月 軍番号1706から変更 - 1952年3月解除

### 18 Berth Compartment Sleeper（区分室寝台車: 寝台数18）
一等寝台（個室式寝台）車。軍番号は1100番台。
- 1101 - AUGUSTA - マイネフ371 - 1945年11月改造 - 1946年6月軍番号指定 - 1952年3月解除
- 1102 - HOUSTON - マイネフ372 - 1945年10月改造 - 1946年6月軍番号指定 - 1952年3月解除
- 1103 - SAN FRANCISCO - マイネフ373 - 1945年10月改造 - 1946年6月軍番号指定 - 1952年3月解除
- 1104 - OLMOS PARK - マイネフ375 - 1945年11月改造 - 1946年6月軍番号指定 - 1947年5月 軍番号1209に変更

### 16 Berth Compartment Sleeper（区分室寝台車: 寝台数16）
一等寝台（個室式寝台）車。軍番号は1200番台。
- 1201 - ATLANTA - マイネ382 - 1946年6月軍番号指定 - 1952年3月解除
- 1202 - MIAMI - マイネ384 - 1946年6月改造 OM - 1946年6月軍番号指定 - 1952年3月解除
- 1203 - RENO - マイネ383 - 1946年3月改造 OY - 1946年6月軍番号指定 - 1952年3月解除
- 1204 - TUCSON - マイネ381 - 1945年9月改造 OY - 1946年6月軍番号指定 - 1952年3月解除
- 1205 - BURLINGTON - マイネフ381 - 1945年10月改造 OY - 1946年6月軍番号指定 - 1952年3月解除
- 1206 - DETROIT - マイネフ384 - 1945年10月改造 OY - 1946年6月軍番号指定 - 1952年3月解除
- 1207 - FARGO - マイネフ383 - 1945年10月改造 OY - 1946年6月軍番号指定 - 1952年3月解除
- 1208 - NEW YORK - マイネフ382 - 1945年9月改造 OY - 1946年6月軍番号指定 - 1952年3月解除
- 1209 - OLMOS PARK - マイネフ385 - 1947年5月 軍番号1104から変更 - 1952年3月解除

### Combination Sleeper（合造寝台車）
一等寝台（個室式寝台）と二等寝台（開放式寝台）の合造車。軍番号は1300番台。
- 1301 - ALBUQUERQUE - マイロネ384（マロネ384） - 1945年10月改造 - 1946年6月軍番号指定 - 1949年11月解除
- 1302 - COLUMBIA → BATON ROUGE - マイロネ387（マロネ387） - 1945年10月改造 - 1946年6月軍番号指定 - 1949年11月解除
- 1303 - MINNEAPOLIS - マイロネ381（マロネ381） - 1945年10月改造 - 1946年6月軍番号指定 - 1949年11月解除
- 1304 - MONTGOMERY - マイロネ385（マロネ385） - 1945年11月改造 - 1946年6月軍番号指定 - 1952年3月解除
- 1305 - NORTH PLATTE - マイロネフ371 - 1946年6月軍番号指定 - 1952年3月解除
- 1306 - PORTSMOUTH - マイロネフ372 - 1946年6月軍番号指定 - 1952年3月解除
- 1307 - MEMPHIS - スイロネフ382 → スイロネ372 - 1946年6月軍番号指定 - 1949年3月解除 - 1950年5月再指定 - 1952年3月解除
- 1308 - SAN ANTONIO → HARTFORD - スイロネフ383 → スイロネ373 - 1946年6月軍番号指定 - 1949年3月解除 → 1950年6月 特別職用車スヤ481（スヤ6）に改造

- 1309 - HARTFORD → SAN ANTONIO - スイロネフ381 → スイロネ371 - 1946年6月軍番号指定 - 1951年4月解除
- 1310 - PANDO → LANSING - マイロネ382（マロネ382） - 1945年12月改造 OY - 1946年12月 軍番号2904から変更 - 1952年3月解除
- 1311 - OLYMPIC - マイロネフ373 - 1951年7月 軍番号1708から変更 - 1952年3月解除

### 28 Berth Standard Sleeper（普通寝台車: 寝台数28）
開放式二等寝台車。軍番号は1400番台。種車はすべてマロネ37形だが、二重屋根車（0番台）と丸屋根車（100番台）がある。
- 1401 - ANNAPOLIS - マロネ3719 - 1946年6月軍番号指定 - 1952年3月解除
- 1402 - BALTIMORE → ASHEVILLE - マロネ3751 - 1946年6月軍番号指定 - 1952年3月解除
- 1403 - BERKELEY - マロネ37124 - 1946年6月軍番号指定 - 1952年3月解除
- 1404 - BIRMINGHAM - マロネ3731- 1946年6月軍番号指定 - 1952年3月解除
- 1405 - CAMBRIDGE - マロネ37138- 1946年6月軍番号指定 - 1952年3月解除
- 1406 - CAMDEN - マロネ3792- 1946年6月軍番号指定 - 1952年3月解除
- 1407 - CHILLICOTHE - マロネ37119- 1946年6月軍番号指定 - 1952年3月解除
- 1408 - CARSON CITY - マロネ37125- 1946年6月軍番号指定 - 1952年3月解除
- 1409 - CHAMPAIGN - マロネ37120- 1946年6月軍番号指定 - 1952年3月解除
- 1410 - CHARLOTTE - マロネ3747- 1946年6月軍番号指定 - 1952年3月解除
- 1411 - CLOSTER - マロネ3771- 1946年6月軍番号指定 - 1952年3月解除
- 1412 - DENVER - マロネ37137- 1946年6月軍番号指定 - 1952年3月解除
- 1413 - DES MOINES - マロネ37129- 1946年6月軍番号指定 - 1952年3月解除
- 1414 - DOVER - マロネ3790- 1946年6月軍番号指定 - 1952年3月解除
- 1415 - DULUTH - マロネ3728- 1946年6月軍番号指定 - 1952年3月解除
- 1416 - FLINT - マロネ37132- 1946年6月軍番号指定 - 1952年3月解除
- 1417 - FORT WAYNE - マロネ3769- 1946年6月軍番号指定 - 1952年3月解除
- 1418 - AKRON - マロネ37127- 1946年6月軍番号指定 - 1952年3月解除
- 1419 - DAYTON - マロネ37113- 1946年6月軍番号指定 - 1952年3月解除
- 1420 - Mc COMB - マロネ37136- 1946年6月軍番号指定 - 1952年3月解除
- 1421 - FRANKFORT - マロネ37133- 1946年6月軍番号指定 - 1952年3月解除
- 1422 - GREEN BAY - マロネ37126- 1946年6月軍番号指定 - 1952年3月解除
- 1423 - INDIANAPOLIS - マロネ3798- 1946年6月軍番号指定 - 1952年3月解除
- 1424 - KNOXVILLE - マロネ37134- 1946年6月軍番号指定 - 1952年3月解除
- 1425 - MANCHESTER - マロネ37112- 1946年6月軍番号指定 - 1952年3月解除
- 1426 - MILWAUKEE - マロネ3732- 1946年6月指軍番号定 - 1952年3月解除
- 1427 - OAKLAND - マロネ37110- 1946年6月軍番号指定 - 1952年3月解除
- 1428 - PITTSBURGH - マロネ3733- 1946年6月軍番号指定 - 1952年3月解除
- 1429 - POUGHKEEPSIE - マロネ37123 - 1946年軍番号6月指定 - 1952年3月解除
- 1430 - PROVIDENCE - マロネ37117 - 1946年6月軍番号指定 - 1952年3月解除
- 1431 - CONCORD - マロネ3726 - 1946年6月軍番号指定 - 1952年3月解除
- 1432 - SANTA FE - マロネ37128 - 1946年6月軍番号指定 - 1952年3月解除
- 1433 - SEATTLE - マロネ37116 - 1946年6月軍番号指定 - 1947年8月 軍番号2914に変更
- 1434 - SAPULPA - マロネ37118 - 1946年6月軍番号指定 - 1952年3月解除
- 1435 - TACOMA - マロネ37135 - 1946年6月軍番号指定 - 1952年3月解除
- 1436 - WALLA WALLA - マロネ37100 - 1945年10月改造 OY - 1946年6月軍番号指定 - 1952年3月解除
- 1437 - ROCHESTER - マロネ37114 - 1946年6月軍番号指定 - 1952年3月解除
- 1438 - OGDEN - マロネ37122 - 1946年6月軍番号指定 - 1952年3月解除
- 1439 - ROCKY MOUNT - マロネ37109 - 1946年6月軍番号指定 - 1952年3月解除
- 1440 - CHICAGO - マロネ37130 - 1946年6月軍番号指定 - 1952年3月解除
- 1441 - COLUMBUS → NEW BEDFORD - マロネ37115 - 1946年6月軍番号指定 - 1952年3月解除
- 1442 - LEXINGTON - マロネ377 - 1946年12月改造 OM - 1946年12月 軍番号2901から変更 - 1952年3月解除
- 1443 - VICKSBURG - マロネ37140 - 1951年6月 軍番号1510(II)から変更 - 1952年3月解除

### 24 Berth Standard Sleeper（普通寝台車: 寝台数24）
開放式二等寝台車。軍番号は1500番台。
- 1501 - CHARLESTON - マロネフ3728 - 1946年6月軍番号指定 - 1952年3月解除
- 1502 - CLEVELAND - マロネフ3721 - 1946年6月軍番号指定 - 1952年3月解除
- 1503 - NASHVILLE - マロネフ3729 - 1946年6月軍番号指定 - 1952年3月解除
- 1504 - NEW HAVEN - マロネフ3723 - 1946年6月軍番号指定 - 1952年3月解除
- 1505 - SIOUX FALLS - マロネフ3727 - 1946年6月軍番号指定 - 1952年3月解除
- 1506 - WASHINGTON D.C. - マロネフ377 - 1946年6月軍番号指定 - 1952年3月解除
- 1507 - RICHWOOD - マロネフ3726 - 1946年6月軍番号指定 - 1952年3月解除
- 1508 - WILLIAMSPORT - マロネフ3722 - 1946年6月軍番号指定 - 1952年3月解除
- 1509 - ROLLA - ナロネ20107 - 1946年6月軍番号指定 - 1951年8月解除 ※寝台数20
- 1510 - CANTON - ナロネ20135 - 1946年6月軍番号指定 - 1949年12月解除 ※寝台数20
- 1510 (II) - VICKSBURG - マロネ37140 - 1951年1月 軍番号2710から変更 - 1951年11月 軍番号1443に変更

### Combination Standard Sleeper and Coach（寝台座席合造車）
開放式二等寝台と二等座席の合造車。軍番号は1600番台。
- 1601 - ELIZABETH - マロネロ3723 - 1946年6月軍番号指定 - 1952年3月解除
- 1602 - EL PASO - マロネロ3724 - 1946年6月軍番号指定 - 1947年11月 軍番号1730に変更
- 1603 - PADUCAH - マロネロ3713 - 1946年6月軍番号指定 - 1952年3月解除
- 1604 - FAYETTEVILLE - マロネロ3730 - 1946年6月軍番号指定 - 1952年3月解除
- 1605 - HELENA - マロネロ3733 - 1946年6月軍番号指定 - 1952年3月解除
- 1606 - RIVERSIDE - マロネロ3728 - 1946年6月軍番号指定 - 1952年3月解除
- 1607 - VANDALLA - マロネロ3729 - 1946年6月軍番号指定 - 1952年3月解除
- 1608 - ATHENS - マロネロ3712 - 1946年6月軍番号指定 - 1952年3月解除
- 1609 - EVANSVILLE - マロネロ3727 - 1946年6月軍番号指定 - 1952年3月解除
- 1610 - ST. PAUL - マロネロ3721 - 1946年1月改造 NN - 1946年7月指定 - 1952年3月解除
- 1611 - CASPER - マロネロ3731 - 1946年1月改造 NN - 1946年7月指定 - 1946年12月解除
- 1612 - SCRANTON - マロネロ3719 - 1946年4月改造 OM - 1946年9月 軍番号1713から変更 - 1952年3月解除
- 1613 - BELMONT - マロネロ3734 - 1947年6月改造 OM - 1947年7月 軍番号2706から変更 - 1952年3月解除
- 1614 - BANGOR - マロネロ3720 - 1947年11月指定 - 1952年3月解除

### Special Car（特別車）
連合国政府や軍の高官等の要人輸送用の車両。車内は大規模に改造され、会議スペースや小規模なキッチンが設けられた車両もあった。軍番号は1700番台。
- 1701 - 欠番
- 1702 - CRESWICK - マイロネ386（マロネ386） - 1946年2月改造 OY - 1946年9月二次改造 KK - 1946年6月軍番号指定 - 1952年8月解除
- 1703 - JACKSONVILLE - マイロネ383（マロネ383） - 1946年1月改造 OM - 1947年2月二次改造 OY - 1946年6月軍番号指定 - 1952年9月解除
- 1704 - ST. LOUIS - マイネロ371 - 1945年11月改造 NH - 1946年7月二次改造 MO - 1946年6月軍番号指定 - 1949年8月解除 → 1950年6月 特別職用車マヤ571（マヤ3）に改造
- 1705 - PORTLAND - マイネロフ373 → マイネロフ293 - 1945年10月改造 OY - 1946年6月軍番号指定 - 1955年7月解除
- 1706 - PARADISE - マイネ377 - 1945年11月改造 OY - 1946年6月軍番号指定 - 1946年7月 軍番号1006に変更
- 1706(II) - CLYDE - スイテ381（マイテ381） - 1946年12月改造 OY - 1946年6月軍番号指定 - 1952年7月 英軍に貸与 - 1952年8月解除
- 1707 - FALL RIVER - オロ411 → オイネ3121（スハニ3262） - 1945年11月改造 OM - 1946年5月二次改造 OM - 1946年6月軍番号指定 - 1949年3月解除 → 1950年3月 特別職用車スヤ5115（スヤ25）に改造
- 1708 - OLYMPIC - マイロネフ373 - 1946年2月改造 ST - 1946年6月指定 - 1951年7月 軍番号1311に変更
- 1709 - SHAWNEE - ナロハ21415 - 1945年11月改造 OM - 1946年6月軍番号指定 - 1947年10月解除
- 1710 - SPOKANE → MANILA - スイテ482 - 1946年1月改造 TT - 1946年6月軍番号指定 - 1952年12月解除
- 1711 - SAN DIEGO - スイテ491 → マイテ491 - 1945年11月改造 OY - 1946年6月軍番号指定 - 1947年2月二次改造 OM - 1953年12月解除
- 1712 - 欠番
- 1713 - CASPER - マロネロ3731 - 1946年1月改造 NN - 1946年6月軍番号指定 - 1946年7月 軍番号1611に変更
- 1714 - LOS ANGELES - マイネロフ372 - 1946年7月改造 NH - 1946年6月指定 - 1952年3月解除
- 1715 - DALLAS → NEW CASTLE - マイネロフ371 - 1946年1月改造 NH - 1946年5月二次改造 MO - 1946年6月軍番号指定 - 1952年10月解除
- 1716 - LAS VEGAS - スイネ3111 → オイネ3111（オロ3612） - 1946年2月改造 OM - 1946年6月軍番号指定 - 1951年12月解除
- 1717 - BLUE ISLAND - スイネ311 → オイネ311（スロハ3228） - 1946年4月改造 TD - 1946年6月軍番号指定 - 1949年8月解除
- 1718 - WORCHESTER - オイ301 → オイネ331（オロ312） - 1946年2月改造 MO - 1946年6月軍番号指定 - 1946年7月解除 - 1946年9月再指定 - 1949年3月解除 → 1950年3月 特別職用車オヤ50 11（オヤ28）に改造
- 1719 - HYDER - ホロヘ6580 - 1946年6月軍番号指定 - 1946年7月解除
- 1719 (II) - POMONA - スミ341 → オミ341（スハ32355） - 1946年8月改造 NH - 1949年7月指定 - 1950年10月解除
- 1720 - SHERMAN - スイネ3211 → オイネ3211（スヘフ303） - 1946年5月改造 OY - 1946年6月軍番号指定 - 1951年12月解除
- 1721 - ARLINGTON - ナイロフ20550 - 1945年12月改造 SK - 1946年12月指定 - 1950年4月解除
- 1722 - TULSA - スイネ3142 → オイネ3142（オイ315） - 1946年12月改造 OM - 1946年12月 軍番号2805から変更 - 1952年5月解除
- 1723 - PHILADELPHIA - スイネ3141 → オイネ3141（オイ311） - 1946年12月改造 OM - 1946年12月 軍番号2801から変更 - 1954年2月解除
- 1724 - LORAIN - スイネ3151（オイ3115） - 1947年7月改造 MO - 1947年6月 軍番号2808から変更 - 1949年3月解除 → 1950年1月 特別職用車スヤ5118（スヤ29）に改造
- 1725 - HANNIBAL - オイネ3231（スハ32517） - 1947年7月改造 NH - 1947年8月指定 - 1948年4月解除
- 1726 - ALEXANDRIA - スミ441 → オミ441（スハ32592） - 1947年7月改造 ST - 1947年7月指定 - 1951年12月解除
- 1727 - ABINGTON - スミ442 → オミ441（スハ32118） - 1947年7月改造 NG - 1947年8月指定 - 1951年12月解除
- 1728 - ALLIANCE - スミ443 → オミ443（スハ32681） - 1947年7月改造 NN - 1947年8月指定 - 1951年12月解除
- 1729 - AMSTERDAM - スミ444 → オミ444（スハ32188） - 1947年7月改造 TT - 1947年8月指定 - 1951年12月解除
- 1730 - EL PASO - マロネロ3724 - 1947年11月 軍番号1602から変更 - 1951年12月解除
- 1731 - FLOYD - オミ461 - 1951年3月 軍番号2736から変更 - 1951年12月解除

### Corps Commanders Car（軍団長車）
アメリカ陸軍軍団長の専用客車。全て一等寝台車扱い。軍番号は1800番台。
- 1801 - CLIFFORD - スイネ301 → オイネ301（スヘ309） - 1946年2月改造 OY - 1946年6月軍番号指定 - 1954年1月解除
- 1802 - GRAND RAPIDS - スイネ302 → オイネ302（スヘ3010） - 1946年2月改造 OY - 1946年6月軍番号指定 - 1952年3月解除
- 1803 - THAMES - スイネ303 → オイネ303（スヘ3011） - 1946年2月改造 OM - 1946年6月軍番号指定 - 1952年3月解除
- 1804 - LEWISTON - スイネ304 → オイネ304（スヘ3012） - 1946年2月改造 OM - 1946年6月軍番号指定 - 1952年3月解除
- 1805 - CHATTANOOGA - スイネ305 → オイネ305（スヘ3014） - 1946年2月改造 NN - 1946年6月軍番号指定 - 1952年4月解除
- 1806 - LOUISVILLE - スイネ306 → オイネ306（スヘ3015） - 1946年2月改造 NN - 1946年6月軍番号指定 - 1951年12月解除 ※2次改造1946年5月 TT
- 1807 - TWO RIVERS - スイネ307 → オイネ307（スヘ304） - 1946年3月改造 MO - 1946年6月軍番号指定 - 1951年12月解除
- 1808 - LOWELL - スイネ308 → オイネ308（スヘ3016） - 1946年4月改造 MO - 1946年6月軍番号指定 - 1951年12月解除
- 1809 - MASON CITY → AUSTIN - スイネ309 → オイネ309（スヘ305） - 1946年3月改造 OY - 1946年6月指定 - 1951年12月解除
- 1810 - JAMESTOWN - スイネ3010 → オイネ3010（スヘ306） - 1946年3月改造 OY - 1946年6月軍番号指定 - 1952年1月解除
- 1811 - MARQUETTE - スイネ3011 → オイネ3011（スヘ307） - 1946年3月改造 OM - 1946年6月軍番号指定 - 英軍貸与 - 1956年7月解除
- 1812 - SAGINAW - スイネ3012 → オイネ3012（スヘフ304） - 1946年3月改造 OM - 1946年6月軍番号指定 - 1952年3月解除
- 1813 - PALESTINE - スイネ3013 → オイネ3013（スヘフ305） - 1946年4月改造 NG - 1946年6月軍番号指定 - 1953年12月解除
- 1814 - INDUS - スイネ3014（スヘ3013） - 1946年4月改造 NG - 1946年6月軍番号指定 - 1948年2月解除（事故廃車。オハ71103に復旧）
- 1815 - WAIKATO - スイネ3015 → オイネ3015（スヘ302） - 1946年4月改造 ST - 1946年6月軍番号指定 - 1952年3月解除
- 1816 - PARRAMATTA - スイネ3016 → オイネ3016（スハ32255） - 1946年6月改造 NN - 1946年6月軍番号指定 - 1951年12月解除

### Superintendents Car（地区司令官車）
アメリカ陸軍地区司令官の専用車。全て一等寝台車扱い。軍番号は1900番台。
- 1901 - TARHEEL → WOOD HAVEN - スイネ321 → オイネ321（スヘフ301） - 1946年4月改造 OY - 1946年6月軍番号指定 - 1951年12月解除
- 1902 - RACINE → SANTA ROSA - スイネ322 → オイネ322（スヘフ302） - 1946年4月改造 OM - 1946年6月軍番号指定 - 1952年3月解除
- 1903 - AMARILLO → CARMEL - スイネ323 → オイネ323（スヘフ307） - 1946年4月改造 NN - 1946年軍番号6月指定 - 1951年12月解除
- 1904 - ALGOMA - スイネ324 → オイネ324（スヘフ308） - 1946年5月改造 NN - 1946年6月軍番号指定 - 1951年12月解除
- 1905 - VICTORIA - オミ4411（スロニ3113） - 1951年11月 軍番号2502から変更 - 1952年3月解除

### Restaurant Car（簡易食堂車）
連合軍の兵士が利用するための簡易な構造の食堂車で、室内の一角に調理設備を設けたほか、三等車のボックスシートにテーブルを設けて食堂としている。主に休暇のため、休養地に向かう兵士を輸送する列車に連結された。軍番号は2000番台。
- 2001 - RUTHERFORD - オシ3022（スハニ327） - 1946年1月改造 TT - 1946年7月二次改造 KK - 1946年6月軍番号指定 - 1952年6月解除
- 2002 - VALDERS - スシ391（マハシ4923） - 1946年5月改造 OM - 1946年軍番号6月指定 - 英軍貸与 - 1949年11月解除
- 2003 - JUNEAU - スシ314 → オシ314（スハ32121） - 1946年5月改造 NG - 1946年6月軍番号指定 - 1951年10月解除
- 2004 - DE PERE - スシ315（スハ32244） - 1946年5月改造 MO - 1946年6月軍番号指定 - 1949年3月解除
- 2005 - PLYMOUTH - スシ312（スハ32381） - 1946年5月改造 NN - 1946年6月軍番号指定 - 1949年3月解除
- 2006 - BLUEFIELD - スシ313 → オシ313（スハ32461） - 1946年5月改造 OM - 1946年6月軍番号指定 - 1951年11月解除
- 2007 - PLENTYWOOD - スシ311 → オシ311（スハ32104） - 1946年4月改造 OY - 1946年6月軍番号指定 - 1949年10月解除
- 2008 - SILVER CITY - スロニ311 → オシ3021（スハニ3227） - 1946年5月改造 KK - 1946年5月二次改造 HB - 1946年6月軍番号指定 - 1949年10月解除
- 2009 - QUORN - オシ3031（スハニ3273） - 1946年9月指定 - 1947年2月未改造のまま解除 ※オシ3031への改造は計画のみに終わり、種車は未改造のまま返還されたため軍番号2009号は欠番
- 2010 - AHMEDABAD - スシ392（マハシ4924） - 1946年10月改造 OM - 1946年12月指定 - 1949年3月解除
- 2011 - TORQUAY - スシ394（マハシ4919） - 1946年10月改造 OM - 1946年12月指定 - 解除時期不明
- 2012 - MELBOURNE → SENECA - スシ393（マハシ4922） - 1946年10月改造 OM - 1946年12月指定 - 1949年10月解除

### Observation Car（展望車）
一等展望車。軍番号は2100番台。
- 2101 - ASHEVILLE → BALTIMORE - スイテ10（10号御料車） - 1946年6月軍番号指定 - 1951年4月解除
- 2102 - BOSTON - スイテ372 - 1946年6月軍番号指定 - 1949年10月解除
- 2103 - LITTLE ROCK - スイテ492 - 1946年6月軍番号指定 - 1949年10月解除
- 2104 - STERNBERG → COLUMBUS - スイテ371 - 1947年11月改造 - 1946年6月軍番号指定 - 1949年10月解除
- 2105 - SOMERVILLE - スイテ481 - 1947年2月改造 - 1947年5月指定 - 1949年3月解除

### Dining Car（食堂車）
食堂車。軍番号は2200番台。
- 2201 - ALBANY - スシ3757（スハシ4812） - 1946年6月軍番号指定 - 1949年12月解除
- 2202 - BLOOMINGTON - スシ383 - 1946年6月軍番号指定 - 1952年3月解除
- 2203 - HUDSON - スシ381 - 1946年6月軍番号指定 - 1952年3月解除
- 2204 - URBANA → BELTON - スシ11（11号御料車） - 1946年6月軍番号指定 - 1951年4月解除
- 2205 - CEDAR RAPIDS - スシ386 - 1946年6月軍番号指定 - 1952年3月解除
- 2206 - ELMHURST - スシ3773（スハシ4828） - 1946年6月軍番号指定 - 1952年3月解除
- 2207 - OMAHA - スシ3770（スハシ4825） - 1946年6月軍番号指定 - 1952年3月解除
- 2208 - KIMBERLY - スシ384 - 1946年6月軍番号指定 - 1952年3月解除
- 2209 - PLATTSBURGH - スシ3752（スハシ487） - 1946年6月軍番号指定 - 1949年11月解除
- 2210 - MAYO - スシ3771 - 1945年12月改造 OY - 1946年6月軍番号指定 - 1949年3月解除
- 2211 - MATTOON - スシ3753（スハシ488） - 1946年6月軍番号指定 - 1952年3月解除
- 2212 - READING - スシ3769 - 1946年6月軍番号指定 - 1952年3月解除
- 2213 - MONTPELLIER - スシ3772（スハシ4827） - 1946年6月軍番号指定 - 1952年3月解除
- 2214 - ELKHART - コヤ6600（スシ6600） - 1946年1月改造 NB - 1946年6月軍番号指定 - 1946年7月解除
- 2215 - RAWLINS - スシ3749（スハシ484） - 1946年6月軍番号指定 - 1952年3月解除
- 2216 - SAVANNAH - スシ3758（スハシ4813） - 1946年6月軍番号指定 - 1952年3月解除
- 2217 - EAU CLAIRE - スシ3746（スハシ481） - 1946年6月軍番号指定 - 1952年3月解除
- 2218 - HURON - スシ3778（スハシ4833） - 1946年6月軍番号指定 - 1952年3月解除
- 2219 - CLARKSBURG - スシ3775（スハシ4835） - 1946年6月軍番号指定 - 1949年11月解除
- 2220 - NEWARK - スシ382 - 1945年10月改造 OY - 1946年6月軍番号指定 - 1952年4月解除
- 2221 - SALEM - スシ3868（スハシ4823） - 1946年6月軍番号指定 - 1952年3月解除
- 2222 - SHOREWOOD - スシ3751（スハシ486） - 1946年6月軍番号指定 - 1952年3月解除
- 2223 - SACRAMENTO - オシ3011（スハ32670） - 1945年11月改造 MO - 1946年6月軍番号指定 - 1951年10月解除
- 2224 - ANN ARBOR - スシ3776（スハシ4831） - 1946年12月指定 - 1952年3月解除
- 2225 - SANTA MONICA - スシ3756（スハシ4811） - 指定時期不明 - 1952年3月解除
- 2226 - HOT SPRINGS - スシ3754（スハシ489） - 1951年9月改造 MT - 1951年9月指定 - 1952年3月解除
- 2227 - CLIFTON FORGE - スシ3760（スハシ4815） - 1951年9月改造 MT - 1951年9月指定 - 1952年3月解除
- 2228 - STAUNTON - スシ3755（スハシ4810） - 1951年9月改造 TZ - 1951年9月指定 - 1952年3月解除

### 2nd Class Coach（二等座席車）
二等座席車。軍番号は2300番台。座席車で連合軍を輸送する際は兵員輸送を除いて二等座席車が常用されたため、連合軍専用客車の中では大所帯となった。その指定両数は延べ208両に達している。
- 2301 - OKLAHOMA CITY - スイロフ302 - 1946年6月軍番号指定 - 1949年8月 軍番号730に変更
- 2302 - RICHMOND - スイロフ301 - 1946年6月軍番号指定 - 1949年8月 軍番号731に変更
- 2303 - SALT LAKE CITY - スロ3314 - 1946年6月軍番号指定 - 1952年3月解除
- 2304 - WAY CROSS - スロ331 - 1946年6月軍番号指定 - 1952年3月解除
- 2305 - TOLEDO - スロ3421 - 1946年6月軍番号指定 - 1952年3月解除
- 2306 - WICHITA - スロ3318 - 1946年6月軍番号指定 - 1950年10月 軍番号3442に変更
- 2307 - BRAINERD - オロ3164 - 1946年6月軍番号指定 - 1952年3月 ※オロ4042に振替
- 2308 - BRUNSWICK - オロ3112 - 1946年6月軍番号指定 - 1952年3月解除
- 2309 - ROANOKE - スロ333 - 1946年6月軍番号指定 - 1950年8月 軍番号3423に変更
- 2310 - CHEYENNE - スロ3329 - 1946年6月軍番号指定 - 1950年10月 軍番号3443に変更
- 2311 - PHILADELPHIA - スロ336 - 1946年6月軍番号指定 - 1946年7月解除
- 2311 (II) - CORBIN - ナイロ20507 - 1946年6月軍番号指定 - 1948年7月解除
- 2312 - WATERTOWN - スロ3316 - 1946年6月軍番号指定 - 1950年2月解除
- 2313 - FRESNO - スロ3420 - 1946年6月軍番号指定 - 1952年3月解除
- 2314 - DU QUOIN - オロ4054 - 1946年7月軍番号指定 - 1950年2月解除
- 2315 - AVIS - スロ329 - 1946年6月軍番号指定 - 1952年3月解除
- 2316 - SHELBYVILLE - スロ345 - 1946年6月軍番号指定 - 1952年3月解除
- 2317 - BENTON HARBOR - スロ3313 - 1946年6月軍番号指定 - 1950年8月 軍番号3424に変更
- 2318 - GARY - スロフ312 - 1946年6月軍番号指定 - 1952年3月解除
- 2319 - ROSEBURG - スロフ303 - 1946年6月軍番号指定 - 1946年7月解除
- 2319 (II) - CHRISTCHURCH - ナイロ20506 - 1946年8月軍番号指定 - 1949年1月 軍番号724に変更
- 2320 - JEFFERSON CITY - スロフ304 - 1946年6月軍番号指定 - 1950年2月解除
- 2321 - WOOTEN - スロフ3015 - 1946年6月軍番号指定 - 1952年3月解除
- 2322 - JACKSON - オロフ334 - 1946年6月軍番号指定 - 1952年3月解除
- 2323 - FOND DU LAC - オロフ327 - 1946年6月軍番号指定 - 1952年3月解除
- 2324 - LA FAYETTE - オロフ323 - 1946年6月軍番号指定 - 1952年3月解除
- 2325 - KEWAUNEE - ナロ20735 - 1946年6月軍番号指定 - 1952年3月解除 ※オロ4038に振替
- 2326 - PLAINWELL - オロ301 - 1946年6月軍番号指定 - 1952年3月解除
- 2327 - WEST ALLIS - オロ3161 - 1946年6月軍番号指定 - 1949年11月解除
- 2328 - POCATELLO - オロ3197 - 1946年6月軍番号指定 - 1952年3月解除
- 2329 - ALLENTOWN - オロ3549 - 1946年6月軍番号指定 - 1949年10月解除
- 2330 - BISMARCK - オロ3144 - 1946年6月軍番号指定 - 1952年3月解除
- 2331 - BIDGEPORT - オロ4034 - 1946年6月軍番号指定 - 1949年11月解除
- 2332 - BUFFALO - オロ403 - 1946年6月軍番号指定 - 1950年2月解除
- 2333 - HUNTINGTON - オロ3179 - 1946年6月軍番号指定 - 1949年11月解除
- 2334 - JERSEY CITY - オロ3163 - 1946年6月軍番号指定 - 1949年4月解除
- 2335 - LINCOLN - オロ3550 - 1946年6月軍番号指定 - 1950年10月 軍番号3460に変更
- 2336 - ABERDEEN - オロ4033 - 1946年6月軍番号指定 - 1952年3月解除
- 2337 - ABILENE - オロ3611 - 1946年6月軍番号指定 - 1952年3月解除
- 2338 - ALAMEDA - オロ3628 - 1946年6月軍番号指定 - 1952年3月解除
- 2339 - ALTOONA - オロ3624 - 1946年6月軍番号指定 - 1952年3月解除
- 2340 - PHOENIX - オロ339 - 1946年6月軍番号指定 - 1950年10月 軍番号3461に変更
- 2341 - TRENTON - オロ325 - 1946年6月軍番号指定 - 1949年7月解除
- 2342 - ITHACA - スロフ305 - 1946年6月軍番号指定 - 1952年3月解除
- 2343 - WILKES BARRE - オロ31116 - 1946年6月軍番号指定 - 1949年11月解除
- 2344 - ELMIRA - オロ3614 - 1946年6月軍番号指定 - 1952年3月解除
- 2345 - HUNTSVILLE - オロ3568 - 1946年6月軍番号指定 - 1949年12月解除
- 2346 - NORWALK - オロ3156 - 1946年6月軍番号指定 - 1952年3月解除
- 2347 - TEMPLE - スロ335 - 1946年6月軍番号指定 - 1950年8月 軍番号3422に変更
- 2348 - AMALO - オロ3157 - 1946年6月軍番号指定 - 1949年11月解除
- 2349 - UTICA - オロ3176 - 1946年6月軍番号指定 - 1952年3月解除
- 2350 - WATERBURY - オロ31114 - 1946年6月軍番号指定 - 1952年3月解除
- 2351 - YUMA - オロ407 - 1946年6月軍番号指定 - 1946年7月解除 ※#軍番号23184に再指定
- 2352 - CHRISTOPHER - オロ4055 - 1946年7月指定 - 1952年3月解除
- 2353 - REEDSVILLE - オロ3162 - 1946年6月軍番号指定 - 1952年3月解除
- 2354 - HAMILTON - オロ4035 - 1946年6月軍番号指定 - 1950年2月解除
- 2355 - PALMDALE - オロ4024 - 1946年6月軍番号指定 - 1949年11月解除
- 2356 - APPLETON - オロ4017 - 1946年6月軍番号指定 - 1950年2月解除
- 2357 - PIERRE - スロ3311 - 1946年6月軍番号指定 - 1949年11月解除
- 2358 - MADISON - スロ344 - 1946年6月軍番号指定 - 1952年3月解除
- 2359 - TALLAHASSEE - オロ3610 - 1946年6月軍番号指定 - 1949年7月 軍番号728に変更
- 2360 - TAMPA - オロ3627 - 1946年6月軍番号指定 - 1952年3月解除
- 2361 - TEXARKANA - オロ405 - 1946年6月軍番号指定 - 1952年3月解除
- 2362 - YONKERS - オロ404 - 1946年6月軍番号指定 - 1952年3月解除
- 2363 - YOUNGSTOWN - オロ401 - 1946年6月軍番号指定 - 1952年3月解除
- 2364 - ALTON - オロ31119 - 1946年6月軍番号指定 - 1952年3月解除
- 2365 - ENTERPRISE - オロ4056 - 1946年7月指定 - 1952年3月解除
- 2366 - AURORA - オロ363 - 1946年6月軍番号指定 - 1952年3月解除
- 2367 - CARBONDALE - オロ4057 - 1946年7月指定 - 1952年3月解除
- 2368 - MIDDLESBORO - オロ3545 - 1946年6月軍番号指定 - 1950年10月 軍番号3446に変更
- 2369 - PERSONS - オロ31126 - 1946年6月軍番号指定 - 1949年11月解除
- 2370 - SARATOGA - オロ319 - 1946年6月軍番号指定 - 1952年3月解除
- 2371 - ROWAN - オロ3174 - 1946年6月軍番号指定 - 1949年11月解除
- 2372 - SALINAS - オロ3619 - 1946年6月軍番号指定 - 1952年3月解除
- 2373 - EVERETT - スロ3418 - 1946年6月軍番号指定 - 1952年3月解除
- 2374 - BARSTOW - オロ4010 - 1946年6月軍番号指定 - 1952年3月解除
- 2375 - PEORIA - オロ3542 - 1946年6月軍番号指定 - 1950年10月 軍番号3462に変更
- 2376 - PUEBLO - オロ3195 - 1946年6月軍番号指定 - 1949年11月解除
- 2377 - RALEIGH - オロ3115 - 1946年6月軍番号指定 - 1949年11月解除
- 2378 - REDLANDS - オロ408 - 1946年6月軍番号指定 - 1952年3月解除
- 2379 - SPARTANBURG - オロ3618 - 1946年6月軍番号指定 - 1952年3月解除
- 2380 - SPRINGFIELD - オロ3175 - 1946年6月軍番号指定 - 1949年7月解除
- 2381 - SYRACUSE - オロ3139 - 1946年6月軍番号指定 - 1949年11月解除
- 2382 - TOPEKA - オロ3158 - 1946年6月軍番号指定 - 1949年11月解除
- 2383 - ERIE - マロ371（マロネロ3725） - 1946年4月改造 OY - 1946年6月軍番号指定 - 1952年3月解除
- 2384 - BAY CITY - オロ351 - 1946年6月軍番号指定 - 1950年8月解除
- 2385 - ROCKFORD - マロ372（マロネロ3726） - 1946年6月改造 OY - 1946年6月軍番号指定 - 1949年11月解除
- 2386 - CALAIS - オロ4025 - 1946年6月指定 - 1949年7月 軍番号729に変更
- 2387 - SOMERSET - スロフ3020 - 1946年6月軍番号指定 - 1952年3月解除
- 2388 - WINONA - オロフ325 - 1946年6月軍番号指定 - 1949年10月 軍番号734に変更
- 2389 - BROOKLYN - スロフ3013 - 1946年6月軍番号指定 - 1952年3月解除
- 2390 - ELDORADO SPRINGS - スロフ3018 - 1946年6月軍番号指定 - 1952年3月解除
- 2391 - HARRISON - スロフ3017 - 1946年6月軍番号指定 - 1949年10月 軍番号736に変更
- 2391 (II) - HARRISON - スロフ3017 - 1951年6月 軍番号736から変更 - 1952年3月解除
- 2392 - METHUEN - スロフ3016 - 1946年6月軍番号指定 - 1949年10月 軍番号735に変更
- 2393 - BILLINGS - ナロ20742 - 1946年6月軍番号指定 - 1952年3月解除 ※オロ31137に振替
- 2394 - MODESTO - オロ3160 - 1946年6月軍番号指定 - 1949年11月解除
- 2395 - KENT - オロ3622 - 1946年7月指定 - 1952年3月解除
- 2396 - WESTBY - ナロ21250 - 1946年6月軍番号指定 - 1946年9月解除
- 2397 - DURHAM - ナロハ21599 - 1946年8月指定 - 1952年3月解除 ※オロ4045に振替
- 2398 - DOWNY - スロ3310 - 1946年7月指定 - 1949年4月解除 軍番号3106に変更
- 2399 - SUPERIOR - オロ4036 - 1946年6月軍番号指定 - 1952年3月解除
- 23100 - GARRETT - オロ3189 - 1946年6月軍番号指定 - 1952年3月解除
- 23101 - MANLY - オロフ326 - 1946年6月軍番号指定 - 1952年3月解除
- 23102 - VENICE - オロ4027 - 1946年6月軍番号指定 - 1952年3月解除
- 23103 - DEARBORN - オロ4023 - 1946年6月軍番号指定 - 1949年11月解除
- 23104 - CLOVIS - オロ3524 - 1946年6月軍番号指定 - 1950年10月 軍番号3455に変更
- 23105 - TRINIDAD - オロ3525 - 1946年6月軍番号指定 - 1950年10月 軍番号3456に変更
- 23106 - STURGEON BAY - ナロ20739 - 1946年8月指定 - 1952年3月解除 ※オロ4039に振替
- 23107 - AMES - ナロフ21259 - 1946年8月指定 - 1949年4月解除 ※オロ3522に振替
- 23109 - MOORHEAD - スロ3328 - 1946年7月指定 - 1949年4月 軍番号3105に変更
- 23110 - WACO - オロ3616 - 1946年7月指定 - 1949年11月解除
- 23111 - KELLOGG - オロ314 - 1946年7月指定 - 1949年10月解除
- 23112 - EDNA - ナイロ20508 - 1946年8月指定 - 1949年10月解除
- 23114 - EDINBURGH - スロ3323 - 1946年9月指定 - 1949年3月解除
- 23115 - MADRAS - オロ3180 - 1946年9月指定 - 1949年3月解除
- 23116 - WAGGA - スロ3414 - 1946年9月指定 - 1949年3月解除
- 23117 - INVERCARGILL - スロ3415 - 1946年9月指定 - 1949年3月解除
- 23118 - JUMNA - オロ3555 - 1946年9月指定 - 1949年3月解除
- 23119 - NULLARBOR - スロ328 - 1946年9月指定 - 1949年3月解除
- 23120 - PALMERSTON NORTH - スロ349 - 1946年9月指定 - 1949年3月解除
- 23121 - GLASGOW - スロ347 - 1946年9月指定 - 1952年3月解除
- 23122 - NASIK - スロフ309 - 1946年9月指定 - 1952年3月解除
- 23123 - CALGOORLIE - オロ31127 - 1946年9月指定 - 1950年4月解除
- 23124 - OXFORD - オロ3146 - 1946年9月指定 - 1949年3月解除
- 23125 - LAHORE - オロ4050 - 1946年9月指定 - 1949年3月解除
- 23126 - CAIRNS - オロ3632 - 1946年9月指定 - 1952年3月解除
- 23127 - TIMARU - オロ31108 - 1946年9月指定 - 1950年4月解除
- 23129 - POONA - オロ3540 - 1946年9月指定 - 1949年3月解除
- 23132 - BANGALORE - オロ3560 - 1946年9月指定 - 1948年5月 軍番号722に変更
- 23133 - NAPIER - オロ3552 - 1946年9月指定 - 1949年3月解除
- 23134 - CLOYDON - オロ358 - 1946年9月指定 - 1949年3月解除
- 23135 - CANBERRA - オロ3532 - 1946年9月指定 - 1948年5月 軍番号720に変更
- 23136 - CUTTACK - オロ3511 - 1946年9月指定 - 1950年11月 軍番号3467に変更
- 23137 - BLACKPOOL - オロ4022 - 1946年9月指定 - 1952年3月解除
- 23138 - CROMER - スロ322 - 1946年9月指定 - 1950年11月 軍番号3468に変更
- 23139 - BRISBANE - スロ3223 - 1946年9月指定 - 1948年5月 軍番号712に変更
- 23140 - KARACHI - スロ3417 - 1946年9月指定 - 1948年5月 軍番号719に変更
- 23141 - PERTH - オロ3638 - 1946年9月指定 - 1950年4月解除
- 23142 - LIVERPOOL - オロ3630 - 1946年9月指定 - 1948年5月 軍番号723に変更
- 23143 - SYDNEY - オロ3182 - 1946年9月指定 - 1948年5月 軍番号713に変更
- 23144 - GALENA - オロ302 - 1946年9月指定 - 1949年11月解除
- 23145 - MINERAL WELLS - オロ311 - 1946年9月指定 - 1952年3月解除
- 23146 - EL DORADO - オロ313 - 1946年9月指定 - 1949年10月解除
- 23147 - 欠番
- 23148 - DECATUR - オロ3130 - 1946年9月指定 - 1949年11月解除
- 23149 - LAWRENCE - オロ3132 - 1946年9月指定 - 1952年3月解除
- 23150 - FORT SILL - オロ3134 - 1946年9月指定 - 1952年3月解除
- 23151 - PORT ARTHUR - オロ315 - 1946年9月指定 - 1952年3月解除
- 23152 - POPLAR BLUFF - スロ3014 - 1946年9月指定 - 1952年3月解除
- 23153 - LYNN - オロ409 - 1946年9月指定 - 1952年3月解除
- 23154 - BAYONNE - オロ3151 - 1946年9月指定 - 1949年8月解除
- 23155 - HAMMOND - オロフ322 - 1946年9月指定 - 1950年2月解除
- 23156 - NEWTON - オロ317 - 1946年9月指定 - 1949年12月解除
- 23157 - NIAGARA FALLS - オロ3528 - 1946年9月指定 - 1950年11月 軍番号3447に変更
- 23158 - PAWTUCKET - オロ3548 - 1946年9月指定 - 1950年8月 軍番号3426に変更
- 23159 - SCHENECTADY - オロ3154 - 1946年9月指定 - 1949年11月解除
- 23160 - SIOUX CITY - オロフ321 - 1946年9月指定 - 1952年3月解除
- 23161 - WHEELING - オロ3527 - 1946年9月指定 - 1950年2月解除
- 23162 - CORPUS CHRISTI - オロ3118 - 1946年9月指定 - 1952年3月解除
- 23163 - COVINGTON - オロ3125 - 1946年9月指定 - 1950年2月解除
- 23164 - EVANSTON - オロ3124 - 1946年9月指定 - 1950年2月解除
- 23165 - GALVESTON - オロ4023 - 1946年9月指定 - 1952年3月解除
- 23166 - GREENSBORO - オロ31121 - 1946年9月指定 - 1952年3月解除
- 23167 - QUEENS - オロ4058 - 1946年9月指定 - 1952年3月解除
- 23168 - BETHLEHEM - オロ4059 - 1946年9月指定 - 1952年3月解除
- 23169 - BROCKTON - オロ354 - 1946年9月指定 - 1950年10月 軍番号3448に変更
- 23170 - BINGHAMTON - オロ4060 - 1946年9月指定 - 1952年3月解除
- 23171 - HIGHLAND PARK - オロ4031 - 1946年9月指定 - 1952年3月解除
- 23172 - HOBOKEN - スロ3320 - 1946年9月指定 - 1952年3月解除
- 23173 - HOLYOKE - スロ3214 - 1946年9月指定 - 1950年10月 軍番号3449に変更
- 23174 - JOHNSTOWN - オロ3625 - 1946年9月指定 - 1952年3月解除
- 23175 - KALAMAZOO - オロ31104 - 1946年9月指定 - 1952年3月解除
- 23176 - LAKEWOOD - オロ3533 - 1946年9月指定 - 1950年10月 軍番号3445に変更
- 23177 - MACON - オロ4048 - 1946年9月指定 - 1950年2月解除
- 23178 - MALDEN - オロ4049 - 1946年9月指定 - 1952年3月解除
- 23179 - McKEESPORT - オロ3141 - 1946年9月指定 - 1952年3月解除
- 23180 - MEDFORD - オロ4053 - 1946年9月指定 - 1952年3月解除
- 23181 - MOUNT VERNON - スロフ311 - 1946年9月指定 - 1952年3月解除
- 23182 - MUNCIE - オロフ328 - 1946年9月指定 - 1952年3月解除
- 23183 - NEW BRITAIN - オロフ3211 - 1946年9月指定 - 1952年3月解除
- 23184 - NEW ROCHELLE - オロ407 - 1946年9月再指定（旧軍番号2351） - 1952年3月解除
- 23185 - UNION CITY - オロ3565 - 1946年9月指定 - 1952年3月解除
- 23186 - PITTSFIELD - オロ3145 - 1946年9月指定 - 1950年2月解除
- 23187 - PONTIAC - オロ4020 - 1946年9月指定 - 1952年3月解除
- 23188 - WATERLOO - オロ3133 - 1946年9月指定 - 1950年3月解除
- 23189 - TERRE HAUTE - オロ3110 - 1946年9月指定 - 1949年11月解除
- 23190 - ASHLAND - ナロ21135（ナロハ21441） - 軍番号2603から変更 - 1948年6月解除
- 23191 - ALHAMBLA - オロ4040 - 1946年9月指定 - 1952年3月解除
- 23192 - ELKHART - オロ4041 - 1946年9月指定 - 1952年3月解除
- 23193 - KENOSHA - オロ4043 - 1946年9月指定 - 1949年11月解除
- 23194 - 名称なし - スロハ3154 - 1947年3月指定 - 1947年3月 軍番号704に変更

### 3rd Class Coach（三等座席車）
三等座席車。軍番号は2400番台。兵員輸送のために用いられた。連合軍による進駐が落ち着くと需要は減少し、国内輸送における三等車不足もあって1949年11月という早期に2400番台は消滅した。
- 2401 - BAKERSFIELD - スハ32468 - 1946年6月軍番号指定 - 1952年3月解除
- 2402 - FREMONT - スハ32870 - 1946年6月軍番号指定 - 1949年9月解除
- 2403 - IMPERIAL - スハ32463 - 1946年6月軍番号指定 - 1949年9月解除
- 2404 - LACROSSE - スハ32869 - 1946年6月軍番号指定 - 1949年9月解除
- 2405 - MERIDIAN - スハ32465 - 1946年6月軍番号指定 - 1949年11月解除
- 2406 - MONTEREY - スハ32455 - 1946年6月軍番号指定 - 1949年11月解除
- 2407 - PASADENA - スハ32472 - 1946年6月軍番号指定 - 1949年1月 軍番号2743に変更
- 2408 - PENSACOLA - スハ32467 - 1946年6月軍番号指定 - 1949年11月解除
- 2409 - RED BLUFF - スハ32871（スハ2653） - 1946年6月軍番号指定 - 1949年1月 軍番号2742に変更
- 2410 - RED DODGE - スハ32658 - 1946年6月軍番号指定 - 1949年9月解除
- 2411 - TWIN FALLS - スハ32246 - 1946年6月軍番号指定 - 1946年7月解除
- 2412 - STOCKTON - オハ35356 - 1946年6月軍番号指定 - 1949年9月解除
- 2413 - CHARLES CITY - オハ35487 - 1946年6月軍番号指定 - 1949年9月解除
- 2414 - DANVILLE - オハ35491 - 1946年6月軍番号指定 - 1949年9月 軍番号732に変更
- 2415 - MANITOWOC - オハ35488 - 1946年6月軍番号指定 - 1949年9月解除
- 2416 - MARSHVILLE - オハ35493 - 1946年6月軍番号指定 - 1949年9月 軍番号733に変更
- 2417 - SPARKS - オハ3416 - 1946年6月軍番号指定 - 1949年9月解除
- 2418 - BOWLING GREEN - スハ32489 - 1946年6月軍番号指定 - 1949年9月解除
- 2419 - ASTORIA - オハフ33237 - 1946年6月軍番号指定 - 1949年9月解除
- 2420 - BOULDER DAM - オハフ33291 - 1946年6月軍番号指定 - 1949年9月解除
- 2421 - PETERSBURG - オハフ33292 - 1946年6月軍番号指定 - 1949年9月解除
- 2422 - MARYSVILLE - オハフ33327 - 1946年6月軍番号指定 - 1949年9月解除
- 2423 - SWEET RIVER - オハフ3330 - 1946年6月軍番号指定 - 1949年11月解除
- 2424 - MONROE - オハフ33238 - 1946年6月軍番号指定 - 1949年9月解除
- 2425 - MOBILE - オハ3464 - 1946年6月軍番号指定 - 1949年9月解除
- 2426 - SAUGUS - スハフ32242 - 1946年6月軍番号指定 - 1949年9月解除
- 2427 - TYLER - スハフ32157 - 1946年6月軍番号指定 - 1949年9月解除
- 2428 - PRESCOTT - スハフ32224 - 1946年6月軍番号指定 - 1948年11月 軍番号2734に変更
- 2429 - SANTA BARBARA - スハフ32208 - 1946年6月軍番号指定 - 1948年11月 軍番号2735に変更
- 2430 - LUDINGTON - オハ35177 - 1946年6月軍番号指定 - 1948年11月 軍番号2736に変更
- 2432 - BATTLE CREEK - オハ35232 - 1946年6月軍番号指定 - 1949年9月解除
- 2433 - SAN JOSE - オハ35233 - 1946年6月軍番号指定 - 1949年4月 軍番号2755に変更
- 2434 - BELOIT - オハフ33312 - 1946年6月軍番号指定 - 1949年4月 軍番号2751に変更
- 2435 - SOUTH BEND - オハ35242 - 1946年7月指定 - 1949年1月 軍番号2741に変更
- 2436 - DRAKE - スハ32645 - 1946年6月軍番号指定 - 1947年8月解除 軍番号709に変更 ※スハ32675に振替
- 2436(II) - OTTAWA - オハフ33283 - 1948年4月指定 - 1949年4月 軍番号2749に変更
- 2437 - CULLMAN - スハ32225 - 1946年7月指定 - 1947年8月 軍番号707に変更
- 2437 (II) - QUEBEC - オハ35982 - 1948年4月指定 - 1949年4月解除
- 2438 - BISBEE - スハ32705 - 1946年7月指定 - 1947年8月 軍番号708に変更
- 2439 - ST. JOSEPH - スハフ32276 - 指定時期不明 - 1948年4月解除
- 2440 - LANCASTER - スハ32824 - 指定時期不明 - 1948年4月解除
- 2441 - CHELSEA - スハ32825 - 1947年11月指定 - 1948年4月解除
- 2442 - CHICOPEE - スハ32277 - 1947年11月指定 - 1948年4月解除

### Combination Coach and Baggage（座席荷物合造車）
二等または三等座席と荷物室の合造車。軍番号は2500番台。連合軍輸送では主に二等座席車が用いられていたことから、1946年以降、大部分の車両が三等室を二等室に改造されて使用された。
- 2501 - YANKTON - スロニ315（スハニ3230） - 1946年3月改造 KK - 1946年6月軍番号指定 - 1952年3月解除
- 2502 - VICTORIA - スロニ3113（スハニ3245） - 1946年3月改造 HB - 1946年6月軍番号指定 - 1951年11月 軍番号1905に変更
- 2503 - EUREKA - オロニ301（オハニ3059） - 1946年3月改造 KK - 1946年6月軍番号指定 - 1950年1月解除
- 2504 - CALUMET - スロニ312（スハニ3135） - 1946年3月改造 KK - 1946年6月軍番号指定 - 1952年3月解除
- 2506 - JOPLIN - スハニ329 - 1946年6月軍番号指定 - 解除時期不明
- 2507 - MOLINE - スロニ316（スハニ3229） - 1946年3月改造 KK - 1946年6月軍番号指定 - 1949年11月解除
- 2508 - SHERIDAN - スロニ313（スハニ3232） - 1946年3月改造 KK - 1946年6月軍番号指定 - 1952年3月解除
- 2509 - CAIRO - スロニ3112（スハニ3228） - 1946年3月改造 HB - 1946年6月軍番号指定 - 1950年8月 軍番号2960に変更
- 2510 - KIEL - スハニ3219 - 1946年6月軍番号指定 - 1946年7月解除
- 2510 (II) - CHILTON - スロニ341（スハニ3115） - 1946年9月改造 KK - 1946年8月指定 - 1950年8月 軍番号2955に変更
- 2511 - MERRILL - スハニ341 - 1946年6月軍番号指定 - 1949年12月 軍番号2953(II)に変更
- 2512 - PASSAIC - スハニ3218 - 1946年6月軍番号指定 - 1949年12月解除
- 2513 - COLFAX - スロニ3111（スハニ3226） - 1946年3月改造 HB - 1946年8月指定 - 1952年12月解除
- 2514 - CROOKSTON - スロニ351（スハニ3210） - 1947年2月改造 OM - 1947年9月二次改造 OM - 1946年8月指定 - 1952年3月解除
- 2515 - WILLINGTON - スロニ3129（スハニ3313） - 1947年5月改造 NG - 1947年9月二次改造 OM - 1946年8月指定 - 1952年3月解除
- 2516 - KANSAS CITY - スロニ361（スハニ3312） - 1947年6月改造 OY - 1947年9月二次改造 OM - 1946年8月指定 - 1953年9月解除
- 2517 - BURBANK - スロニ3125（スハニ334） - 1946年6月改造 NH - 指定時期不明 - 1949年11月解除
- 2518 - ORLANDO - スロニ3126（スハニ335） - 1946年6月改造 NH - 指定時期不明 - 1952年3月解除
- 2519 - DALTON - スロニ3127（スハニ339） - 1946年7月改造 NH - 指定時期不明 - 1952年3月解除
- 2520 - KEY WEST - スロニ3128（スハニ344） - 1946年7月改造 NH - 指定時期不明 - 1949年11月解除
- 2521 - ATLANTIC CITY - スロニ318（スハニ326） - 1946年7月改造 KK - 指定時期不明 - 1952年3月解除
- 2522 - LEHIGHTON - スロニ319（スハニ3231） - 1946年8月改造 KK - 指定時期不明 - 1950年8月 軍番号2959に変更
- 2523 - GLENDALE - スロニ321（スハニ3243） - 1946年7月改造 KK - 指定時期不明 - 1952年3月解除
- 2524 - CALLENSBURG - スロニ3121（スハニ3252） - 1946年6月改造 NH - 1948年1月二次改造 NH - 指定時期不明 - 1952年3月解除
- 2525 - SUNSET CLIFFS - スロニ3123（スハニ3264） - 1946年6月改造 NH - 1946年6月指定 - 1950年8月 軍番号2958に変更
- 2526 - FREDERICTON - スロニ3122（スハニ3263） - 1946年6月改造 NH - 1946年6月指定 - 1950年8月 軍番号2957に変更
- 2527 - PRAIRIE DU ROCHER - スロニ3124（スハニ3265） - 1946年6月改造 NH - 1946年6月指定 - 1952年3月解除
- 2528 - PALM BEACH - スロニ317（スハニ3120） - 1946年7月改造 KK - 1946年6月軍番号指定 - 1952年3月解除
- 2529 - WHITING - スロニ3120（スハニ323） - 1946年3月改造 TZ - 1946年7月指定 - 1952年3月解除
- 2530 - TOOWOOMBA - スロニ3116（スハニ3215） - 1946年9月改造 TD - 1946年7月指定 - 1949年3月解除
- 2531 - AUCKLAND - スロニ3117（スハニ3216） - 1946年9月改造 TD - 1946年7月指定 - 1949年3月解除
- 2532 - YORK - スロニ3118（スハニ3217） - 1946年9月改造 TD - 1946年7月指定 - 1949年3月解除
- 2533 - MAHRATTA - スロニ3119（スハニ3224） - 1946年8月改造 TD - 1946年7月指定 - 英軍貸与 - 1952年6月解除
- 2534 - FREMANTLE - スロニ3114（スハニ3222） - 1946年10月改造 HB - 1946年7月指定 - 1949年3月解除
- 2535 - WELLINGTON - オロニ302（オハニ3056） - 1946年9月改造 HB - 1946年7月指定 - 1949年3月解除
- 2536 - WREXHAM - オロニ303（オハニ3057） - 1946年9月改造 HB - 1946年7月指定 - 1950年1月解除
- 2537 - NEPAL - オロニ304（オハニ3058） - 1946年9月改造 HB - 1946年7月指定 - 1949年3月解除
- 2538 - YELLOURN - スロニ3115（スハニ3131） - 1946年8月改造 HB - 1946年7月指定 - 1949年3月解除
- 2539 - CHESTER - スロニ331（スロハ3253） - 1946年4月改造 TZ - 1946年7月指定 - 1949年11月解除
- 2540 - PAHALA - スロニ332（スロハ3248） - 1946年5月改造 TZ - 1946年7月指定 - 1952年2月解除
- 2541 - IRVINGTON - スハニ3233 - 時期不明 軍番号3022から変更 - 1952年3月解除
- 2542 - BLYTH - スハニ3221 - 1948年4月指定 - 1950年2月 軍番号2814に変更
- 2543 - ANDERSON - スハニ3242 - 1948年4月指定 - 1949年11月解除
- 2544 - HAVEN - スハニ3254 - 1948年5月指定 - 1949年11月解除
- 2545 - JEKYLL - スハニ3245 - 1948年8月指定 - 1950年8月解除

### 2nd & 3rd Class Coach（二・三等座席車）
二等座席と三等座席の合造車。軍番号は2600番台。
- 2601 - ALEXANDRIA - ナロハ21628 - 1946年6月軍番号指定 - 1946年7月解除
- 2602 - AUBURN - スロハ316 - 1946年6月軍番号指定 - 1948年5月 軍番号725に変更
- 2603 - ASHLAND - ナロハ21441 - 1946年6月軍番号指定 - 1947年2月 軍番号23190に変更
- 2604 - CORDELE - スロハ3113 - 1946年6月軍番号指定 - 1946年7月解除
- 2605 - GLENWOOD - スロハ322 - 1946年6月軍番号指定 - 1947年8月 軍番号701に変更
- 2606 - VANCOUVER - スロハ3117 - 1946年6月軍番号指定 - 1946年7月解除
- 2607 - MANHATTAN - スロハ323 - 1946年6月軍番号指定 - 1947年8月 軍番号702に変更
- 2608 - COMPTON - スロハ3252 - 1946年7月指定 - 1947年8月 軍番号705に変更
- 2609 - QUINCY - スロハ3256 - 1946年7月指定 - 1947年8月 軍番号706に変更
- 2610 - GALENA - ナハ21954 - 1946年8月指定 - 1946年9月解除
- 2611 (II) - CODY - スロハ3150 - 1946年12月指定 - 1947年8月 軍番号703に変更
- 2611 - EMERYVILLE - オロハ3020 - 1947年11月指定 - 1947年11月解除
- 2612 - PIEDMONT - オロハ3022 - 1947年11月指定 - 1952年3月解除

### PX. Car/Commissary Car（酒保車・販売車）
連合軍の基地を巡回して、食肉や缶詰といった物品の販売を行う車両である。店舗としての設備を持つ車両のほか、物品を保管する倉庫や冷蔵室、販売員の居住施設を備えた車両がある。従来の形式称号にない用途の車両であるため、軍務車として記号「ミ」が定められた。軍番号は2700番台。
- 2701 - HOLDREGE - オハニ354 → オミ354（マニ3116） - 1946年3月改造 OM - 1946年6月軍番号指定（オミに改称） - 1946年9月 軍番号2713に変更
- 2702 - HEATH - オハニ353 → オミ353（オロ3621） - 1946年3月改造 OM - 1946年6月軍番号指定（オミに改称） - 1946年9月 軍番号2712に変更
- 2702 (II) - STILLWATER - スミ363（スロハ328） - 1946年11月改造 NG - 指定時期不明 - 1949年2月解除 → 1950年3月 特別職用車スヤ5112（スヤ22）に改造

- 2703 - KALAMAZOO - オハニ351 → オミ351（オロ3621） - 1946年3月改造 OM - 1946年6月軍番号指定（オミに改称） - 1946年9月 軍番号2714に変更
- 2703 (II) - WARM SPRINGS - ホミ811（ワキ262） - 1946年11月改造 NG - 指定時期不明 - 1949年2月解除 → 1953年9月 貨車（原番）復帰
- 2704 - HASTINGS - オハニ352 → オミ352（オハ35120） - 1946年3月改造 OM - 1946年6月軍番号指定（オミに改称） - 1946年9月 軍番号2718に変更
- 2704 (II) - LONG BEACH - ホミ812 → ホミ1810（ワキ286） - 1946年11月改造 ST - 指定時期不明 - 1952年7月解除 → 1952年7月 ナニ6338に改造
- 2705 - HASTINGS - マロネロ3732 - 1946年3月改造 OY - 1946年6月軍番号指定 - 1946年9月 軍番号2710に変更
- 2705 (II) - BIG SPRINGS - ホミ813 → ホミ1820（ワキ232） - 1946年11月改造 ST - 1947年7月二次改造 OY - 指定時期不明 - 1952年7月解除 → 1958年7月 貨車（原番）復帰 TS
- 2706 - SCRANTON - マロネロ3719 - 1946年4月改造 OM - 1946年6月軍番号指定 - 1946年9月 軍番号1612に変更
- 2706 (II) - BUZZARD'S BAY - スミ362 → スイネ3221（スロハ3220） - 1946年10月改造 HB - 1947年6月二次改造 OM1 - 1946年9月指定 - 1949年4月解除 → 1950年3月 特別職用車スヤ5111（スヤ21）に改造
- 2707 - SUTTER'S CREEK - スミ361（スロハ3244） - 1946年6月改造 HB - 指定時期不明 - 1949年4月解除 → 1950年3月 特別職用車スヤ5114（スヤ24）に改造

- 2708 - RIO - オミ355（スハ32112） - 1946年9月改造 TT - 1947年5月二次改造 OM - 1946年9月指定 - 1951年3月 軍番号3601に変更
- 2709 - STEVENS POINT - オミ356（スハ32311） - 1946年9月改造 OY - 1946年9月指定 - 1951年3月 軍番号3602に変更
- 2710 - VICKSBURG - マロネ37140（マロネロ3732） - 1946年9月改造 OY - 1946年9月 軍番号2705から変更 - 1951年1月 軍番号1510に変更
- 2711 - DENISON - オイネ3131（スハ32569） - 1946年9月改造 NN - 1946年9月指定 - 1951年3月 軍番号3501(II)に変更
- 2712 - CICERO - オミ353 - 1946年9月改造 NG - 1946年9月 軍番号2702から変更 - 1952年7月解除
- 2713 - JOLIET - オミ354 - 1946年9月改造 TT - 1946年9月 軍番号2701から変更 - 1951年1月 軍番号3042に変更
- 2714 - CHESHIRE - オミ351 - 1946年9月改造 OM - 1946年9月 軍番号2703から変更 - 1952年7月解除
- 2715 - WABASH - オミ357（スハ32547） - 1946年9月改造 MT - 1946年9月指定 - 1951年3月 軍番号2603に変更
- 2716 - LONDON - スミ401（オロ357） - 1946年9月改造 KK - 1946年8月指定 - 英軍貸与 - 1952年5月解除
- 2717 - PUNJAB - スミ402（オロ3556） - 1946年9月改造 KK - 1946年8月指定 - 英軍貸与 - 1952年6月解除
- 2718 - WARREN - オミ352 - 1946年9月改造 NG - 1946年9月 軍番号2704から変更 - 1951年3月 軍番号3604に変更
- 2719 - DORSET - オミ421（スハ32310） - 1946年10月改造 KK - 1946年9月指定 - 1952年5月解除
- 2720 - BELFAST - オミ422（スハ32482） - 1946年11月改造 KK - 1946年9月指定 - 1949年3月解除 → 1950年3月 特別職用車スヤ5117（スヤ27）に改造
- 2721 - ORANGE - スミ411（スロ3322） - 1947年1月改造 OM - 指定時期未定 - 1951年3月 軍番号3502に変更
- 2722 - DAYTONA BEACH - ホミ831（ワキ173） - 1947年6月改造 OM - 1947年7月指定 - 1949年4月解除
- 2723 - PALM SPRINGS - ホミ841 → ナミ841 → ナミ1850（ワキ280） - 1947年6月改造 OM - 1947年7月指定 - 1952年7月解除
- 2724 - COLORADO SPRINGS - ホミ851 → ナミ845（ワキ266） - 1947年6月改造 OM - 1947年7月指定 - 1949年3月解除 → オニ6320に改造
- 2725 - GREAT FALLS - スミ354（スロハ3225） - 1947年6月改造 TT - 1947年7月指定 - 1949年3月解除 → 1950年3月 特別職用車スヤ5113（スヤ23）に改造
- 2726 - CENTRAL FALLS - ホミ861 → ナミ850（ワキ288） - 1947年5月改造 OM - 1947年7月指定 - 1949年2月解除 → 1949年8月 レサ1に改造 OY
- 2727 - LITTLE FALLS - ホミ834 → ホミ825（ワキ704） - 1947年8月改造 OM - 1947年11月指定 - 1949年6月 軍番号3042に変更
- 2728 - CRATER LAKE - ホミ834（ワキ57） - 1947年11月改造 ST - 1947年11月指定 - 1949年4月解除 → 1949年4月 ナニ6330に改造
- 2729 - CLEAR LAKE - ホミ835（ワキ66） - 1947年11月改造 ST - 1947年11月指定 - 1949年4月解除 → 1949年4月 ナニ6331に改造
- 2730 - LAKE ARROWHEAD - ホミ836（ワキ249） - 1947年11月改造 ST - 1947年11月指定 - 1949年4月解除 → 1949年4月 ナニ6334に改造
- 2731 - MIRROR LAKE - ホミ837 → ナミ837 → ナミ1845（ワキ227） - 1947年10月改造 NG - 1947年11月指定 - 1952年5月解除 → 1953年7月 貨車（原番）復帰
- 2732 - CLEARWATER - ホミ838（ワキ79） - 1948年1月改造 MO - 1948年1月指定 - 1949年2月解除 → 1949年2月 ナニ6332に改造
- 2733 - SILVER SPRINGS - ホミ8310 → ホミ832(II) → ナミ832 (II) → ナミ1840（ワキ224） - 1948年5月改造 OY - 1948年5月指定 - 1952年5月解除 → 1953年7月 貨車（原番）復帰
- 2734 - PINEWOOD - オミ3511 - 1948年11月 軍番号2428から変更 - 1952年1月 軍番号806に変更
- 2735 - MIDWAY - オミ3512（スハ32208） - 1948年11月軍番号2429から変更 - 1952年7月解除
- 2736 - CHANUTE - オミ461（オハ35177） - 1948年11月軍番号2430から変更 - 1951年3月 軍番号1731に変更
- 2737 - 欠番
- 2738 - LARGO - スニ30109（スユ3028） - 1948年11月 軍番号3214から変更 - 1950年2月解除
- 2739 - SWIFT WATER - ホミ871 → ナミ1870（ワキ181） - 1949年1月指定 - 1952年7月解除 → 1953年7月 貨車（原番）復帰
- 2740 - CRYSTAL FALLS - ホミ881 → ナミ1880（ワキ248） - 1949年1月指定 - 1952年7月解除 → 1953年9月 貨車（原番）復帰
- 2741 - BLOOMSBURG - オミ462（オハ35242） - 1949年1月 軍番号2435から変更 - 1952年7月解除
- 2742 - BERWICK - オミ3513（スハ32871） - 1949年1月 軍番号2409から変更 - 1952年7月解除
- 2743 - MILTON - オミ3514（スハ32472） - 1949年1月 軍番号2407から変更 - 1952年7月解除
- 2744 - SUNBURY - ナミ872 → ナミ1871（ワキ78） - 1949年1月指定 - 1952年7月解除 → 1953年8月 貨車（原番）復帰
- 2745 - SHICKSHINNY - ナミ882 → ナミ1881（ワキ193） - 1949年1月指定 - 1952年7月解除 → 1953年8月 貨車（原番）復帰
- 2746 - ORANGEVILLE - スニ3036 - 1949年4月 軍番号3028から変更 - 1950年9月 軍番号3311に変更
- 2747 - MUDDY RUN - ナミ873 → ナミ1872（ワキ213） - 1949年2月指定 - 1952年7月解除 → 1953年8月 貨車（原番）復帰
- 2748 - WHITE DEER CREEK - ナミ883 → ナミ1882（ワキ91） - 1949年2月指定 - 1952年7月解除 → 1953年7月 貨車（原番）復帰
- 2749 - TRUMANSBURG - オミ463（オハフ33283） - 1949年4月 軍番号2436(II)から変更 - 1953年10月解除
- 2750 - SALT ROCK - マニ313 - 1949年4月 軍番号3037から変更 - 1952年7月解除
- 2751 - ROSEMEAD - オミ3515（オハフ33312） - 1949年4月 軍番号2434から変更 - 1952年7月解除
- 2752 - LAKEHURST - オミ3516（オミ432） - 1949年4月 軍番号802から変更 - 1952年5月解除
- 2753 - TURTLE CREEK - ナミ873 → ナミ1873（ワキ199） - 1949年2月指定 - 1952年7月解除 → 1953年8月 貨車（原番）復帰
- 2754 - FISHING CREEK - ナミ884 → ナミ1883（ワキ149） - 1949年2月指定 - 1952年7月解除 → 1953年? 貨車（原番）復帰
- 2755 - BEXLEY - オミ464（オハ35233） - 1949年4月 軍番号2433から変更 - 1954年1月解除
- 2756 - WAITSBURG - スニ3032 - 1949年4月 軍番号3024から変更 - 1952年7月解除
- 2757 - WILKINSBURG - オミ3518（オミ431） - 1949年4月 軍番号803から変更 - 1952年7月解除
- 2758 - ORCHARD PARK - オミ3517（オハ35180） - 1949年4月軍 番号2431から変更 - 1954年1月解除
- 2759 - DAYTONA BEACH - マニ3262 - 1950年3月指定 - 1952年7月解除

### Club Car/Patrol Car（クラブ車・巡回車）
軍用定期列車に連結され、喫茶や軽食を提供するフリースペースのラウンジ車。一等車扱い。一部は巡察用に改装された。軍番号は2800番台。
- 2801 - ROBIN - オイ311（スハ32300） - 1946年3月改造 TT - 1946年6月軍番号指定 - 1946年12月 軍番号1723に変更
- 2802 - SPARROW - オイ312（オハフ33300） - 1946年3月改造 TT - 1946年6月軍番号指定 - 1951年12月解除
- 2803 - BOBWHITE - オイ313（オハフ3346） - 1946年3月改造 ST - 1946年6月軍番号指定 - 解除時期不明
- 2804 - BLUEBIRD - オイ314（オハ35203） - 1946年3月改造 TT - 1946年6月軍番号指定 - 1951年12月解除
- 2805 - KINGSFISHER - オイ315（スハ32586） - 1946年3月改造 NG - 1946年6月軍番号指定 - 1946年12月 軍番号1722に変更
- 2806 - OWL - マイ371 → スイ371（マロネロ3735） - 1945年12月改造 OM - 指定時期不明 - 1946年12月解除
- 2807 - EAGLE - オイ316 →オイ3111 （オハ35187） - 1946年8月改造 NG - 1946年12月二次改造 NG - 1946年6月指定 - 1951年12月解除
- 2808 - REDBIRD - オイ3115（スハ32103） - 1946年8月改造 NG - 1946年6月軍番号指定 - 1947年7月 軍番号1724に変更
- 2809 - LARK - オイ3116（スハ32105） - 1946年8月改造 NG - 1946年6月軍番号指定 - 1951年12月解除
- 2810 - SWAN - オイ317 → オイ3112（オハ35327） - 1946年7月改造 ST - 1946年6月軍番号指定 - 1951年12月解除
- 2811 - BLUE JAY - オイ3113（スハフ32156） - 1946年7月改造 ST - 1946年6月軍番号指定 - 1947年7月 軍番号803に変更
- 2812 - FLAMINGO - オイ3114（スハフ32331） - 1946年7月改造 TT - 1946年6月軍番号指定 - 1947年7月 軍番号802に変更
- 2813 - MARTIN - オイ3117（スハ32486） - 1946年7月改造 TT - 1946年6月軍番号指定 - 1951年12月解除
- 2814 - BLYTH - オミ3411（スハニ3221） - 1950年2月 軍番号2542から変更 - 1951年12月解除

### Hospital Car（病院車）
傷病兵輸送用の車両で、室内にはベッドが設備されている。また、側面には担架でも出入りできるよう広幅の出入口がある。軍番号は2900番台。
- 2901 - FITZSIMMONS - マロネ377 - 1945年12月改造 OM - 1946年6月軍番号指定 - 1946年12月 軍番号1442に変更
- 2902 - WALTER REED - マロネ37131 - 1945年12月改造 OM - 1946年6月軍番号指定 - 1953年5月解除
- 2903 - BEAUMONT - マイネ385 - 1945年12月改造 OY - 1946年6月軍番号指定 - 1950年5月解除
- 2904 - FINNEY - マイロネ382（マロネ382） - 1946年6月軍番号指定 - 1946年12月 軍番号1310に変更
- 2905 - BRUNS - オシ301（マニ316） - 1945年12月改造 OM - 1946年6月軍番号指定 - 1949年8月 軍番号3107に変更
- 2906 - LETTERMAN - マロネ37139（マロネフ3725） - 1945年12月改造 OY - 1946年6月軍番号指定 - 1952年5月解除
- 2907 - NEW ORLEANS - スヘ28418 - 1945年12月改造 ST - 1946年6月軍番号指定 - 解除時期不明
- 2908 - NORFOLK - スヘ28419 - 1945年12月改造 ST - 1946年6月軍番号指定 - 1950年5月解除
- 2909 - PATTERSON - ナヘロフ21284 - 1945年12月改造 ST - 1949年4月二次改造 NG - 1946年6月軍番号指定 - 1949年12月解除
- 2910 - 2nd Marine Div. Hosp. → DAVENPORT - スヘ311（スヘ301） - 1946年3月改造 KK - 1946年6月軍番号指定 - 1953年2月解除
- 2911 - British Hosp. Car → BRISTOL - スヘ3113（スヘフ306） - 1946年5月改造 KK - 1946年6月軍番号指定 - 1949年3月解除 → 1950年3月 特別職用車スヤ5116（スヤ26）に改造
- 2912 - BRITCOM - スヘ3111（スヘ3017） - 1946年4月改造 KK - 1946年6月軍番号指定 - 1948年7月解除 → 1948年8月 スイネ342に改造 → 1951年3月 特別職用車スヤ342（スヤ5）に改造

- 2913 - 2nd Marine Div. Hosp. → LIMA - スヘ321（オハフ33138） - 1946年3月改造 早岐 - 1946年6月軍番号指定 - 1947年10月 軍番号3421に変更
- 2914 - 2nd Marine Div. Hosp. → WILSON - スヘ28403 - 1946年7月指定 - 解除時期不明
- 2914 (II) - SEATTLE - マロネ37116 - 1947年8月 軍番号1433から変更 - 1952年5月解除
- 2915 - BOMBAY - スヘ3112（スヘ303） - 1946年11月改造 KK - 1946年9月指定 - 1950年6月解除 - 1956年6月再指定（英軍貸与）

### Laboratory Car（衛生車）
軍務車の一種。2951号と2952号はペアを組んで移動研究所として用いられ、軍番号2953と2954は衛生教育用車両として使用された。ただし、軍番号2953(II)、2955 - 2960は分類上衛生車となっているが、実際には病院車に準じた設備を持っており、傷病兵の輸送を行っていた。軍番号は2950番台。
- 2951 - TROY - スミ331 → オミ331（スハ32642） - 1946年7月改造 NN - 1946年6月軍番号指定 - 1953年11月解除
- 2952 - NILES - ホミ411 → ホミ821 → ナミ821 → ナミ1830（ワキ709） - 1946年8月改造 NN - 1946年9月指定 - 1953年11月解除 → 1958年 貨車（原番）復帰
- 2953 - HATTIESBURG - スミ451（スハ32242） - 1947年7月改造 OM - 1947年8月指定 - 1948年4月解除
- 2953(II) - MERRILL - オミ4511（スハニ341） - 1949年7月 軍番号2511から変更 - 1952年1月 軍番号3701に変更
- 2954 - HARVERSFORD - スミ452（スハ32180） - 1947年7月改造 OM - 1947年8月指定 - 1948年4月解除
- 2955 - FITZSIMMONS - オミ4512（スロニ341） - 1950年8月 軍番号2510から変更 - 1952年1月 軍番号3702に変更
- 2956 - BROOKE - オミ4513（スハニ3245） - 1950年8月 軍番号2545から変更 - 1954年9月解除
- 2957 - PERCY JONES - オミ4514（スロニ3122） - 1950年8月 軍番号2526から変更 - 1952年1月 軍番号3312に変更
- 2958 - VALLEY FORGE - オミ4515（スロニ3123） - 1950年8月 軍番号2525から変更 - 1952年1月 軍番号3313に変更
- 2959 - McGUIRE - オミ4516（スロニ319） - 1950年8月 軍番号2522から変更 - 1952年1月 軍番号3314に変更
- 2960 - OLIVER - オミ4517（スロニ3112） - 1950年8月 軍番号2509から変更 - 1953年11月解除

### Baggage Car（荷物車）
荷物車。軍番号は3000番台。
- 3001 - IOWA - スニ3016 - 1946年6月軍番号指定 - 1952年3月解除
- 3002 - MICHIGAN - スニ306 - 1946年6月軍番号指定 - 1952年3月解除
- 3003 - WISCONSIN - スニ3033 - 1946年6月軍番号指定 - 1949年9月解除
- 3004 - NEBRASKA - マニ3123 - 1946年6月軍番号指定 - 1952年4月解除 ※マニ3147に振替
- 3005 - OREGON - スニ3075 - 1946年6月軍番号指定 - 1952年3月解除
- 3006 - FLORIDA - マニ3132 - 1946年6月軍番号指定 - 1952年3月解除
- 3007 - PENNSYLVANIA - マニ3128 - 1946年6月軍番号指定 - 1952年3月解除
- 3008 - MINNESOTA - マニ3166 - 1946年6月軍番号指定 - 1952年3月解除
- 3009 - WASHINGTON - マニ3215 - 1946年6月軍番号指定 - 1952年3月解除
- 3010 - CALIFORNIA - マニ3137 - 1946年6月軍番号指定 - 1952年3月解除
- 3012 - CONNECTICUT - スニ19523 - 1946年6月軍番号指定 - 1952年3月解除 ※スニ3019に振替
- 3013 - RHODE ISLAND - スニ19524 - 1946年6月軍番号指定 - 1952年3月解除 ※マニ3113に振替
- 3014 - NEW JERSEY - スニ19656 - 1946年6月軍番号指定 - 1952年3月解除 ※マニ3146に振替
- 3015 - DELAWARE - スニ19623 - 1946年6月軍番号指定 - 1952年3月解除 ※マニ3164に振替
- 3016 - MARYLAND - スニ19526（ナハユニ15682） - 1946年6月軍番号指定 - 1952年3月 軍番号3309に変更 ※マニ3148に振替。
- 3017 - NORTH CAROLINA - オニ16721 - 1946年6月軍番号指定 - 1950年9月 マニ3157に振替 - 1952年3月解除
- 3018 - MAINE - オニ16722 - 1946年7月指定 - 1950年9月 マニ3158に振替 - 1952年3月解除
- 3019 - NEVADA - マニ3227 - 1945年12月指定 - 1952年3月解除
- 3020 - ARIZONA - オニ26684 - 1946年7月指定 - 1949年8月解除 ※マニ3129に振替
- 3021 - MONTANA - オニ9608 - 1946年7月指定 - 1948年6月解除
- 3022 - UTAH - スハニ3233 - 1946年6月指定 - 時期不明 軍番号2541に変更
- 3023 - RAWALPINDI - マニ3152 - 1946年9月指定 - 1952年3月解除
- 3024 - HULL - スニ3032 - 1946年9月指定 - 1949年4月 軍番号2756に変更
- 3025 - ADELAIDE - マニ3213 - 1946年9月指定 - 1952年3月解除
- 3026 - DELHI - マニ3168 - 1946年9月指定 - 1949年3月解除
- 3027 - GEORGIA - スニ3061 - 1947年9月指定 - 1952年6月解除
- 3028 - UTAH - スニ3036 - 1948年1月指定 - 1949年1月 軍番号2546に変更
- 3030 - OHIO - スニ3040 - 1948年3月指定 - 1948年8月解除
- 3031 - LOUISIANA - マニ314 - 1948年3月指定 - 1952年7月解除
- 3032 - VERMONT - スニ3041 - 1948年2月指定 - 1952年3月解除
- 3033 - WYOMING - ホミ839 → ナミ839 → ナミ1846（ワキ46） - 1948年1月改造 MO - 指定時期不明 - 1956年2月解除 → 1957年3月 貨車（原番）復帰 NG
- 3034 - SOUTH DAKOTA - マニ327 - 1948年3月指定 - 1952年7月解除
- 3035 - NORTH DAKOTA - マニ328 - 1948年3月指定 - 1952年3月解除
- 3036 - MISSOURI - マニ319 - 1948年3月指定 - 1950年9月 軍番号3310に変更
- 3037 - TEXAS - マニ313 - 1948年4月 軍番号3205から変更 - 1949年4月 軍番号2750に変更
- 3038 - INDIANA - マニ3126 - 1948年4月 軍番号3220から変更 - 1953年12月解除
- 3039 - KENTUCKY - スニ3085 - 1948年4月 軍番号3223から変更 - 1952年3月解除
- 3040 - TENNESSEE - スニ3030 - 1948年4月指定 - 1949年3月解除
- 3041 - MONTANA - スニ3071 - 1948年10月 軍番号3208から変更 - 1952年3月解除
- 3042 - LITTLE FALLS - ホミ825 → ナミ825 - 1949年6月 軍番号2727から変更 - 1949年11月解除 → 1949年? 貨車（原番 ワキ704）復帰
- 3042 (II) - OKLAHOMA - オミ354 - 1951年1月 軍番号2713から変更 - 1953年12月解除

### Radio Car（ラジオ車）
軍用無線設備を搭載した車両で、日本における列車無線のはしりともいえる存在である。一部の車両は、側面に広幅の両引戸を設けており、軍用自動車を搭載することができた。この車種の種別記号も軍務車の「ミ」である。軍番号は3100番台。
- 3101 - MILLERSBURG - スミ301 → オミ301（スハ32394） - 1946年5月改造 OY - 1946年6月軍番号指定 - 1952年5月解除
- 3102 - PANAMA CITY - スミ311 → オミ311（スハ32171） - 1946年6月改造 OM - 1946年6月軍番号指定 - 1949年10月解除
- 3103 - 8th Army → OAK PARK - スミ3111 → オミ3111（マニ3124） - 1946年5月改造 OY - 1947年3月二次改造 OY - 1946年6月軍番号指定 - 1954年1月解除
- 3104 - ELGIN - スミ302 → オミ302（スハ32254） - 1946年8月改造 OM - 1947年3月二次改造 OY - 1946年6月軍番号指定 - 1952年4月解除
- 3105 - MOORHEAD - スミ3121 → オミ3121（スロ3328） - 1949年4月 軍番号23109から変更 - 1954年1月解除
- 3106 - DOWNY - スミ3131 → オミ3131（スロ3310） - 1949年4月 軍番号2398から変更 - 1952年4月解除
- 3107 - BRUNS - スミ3141 → オミ3141（オシ301） - 1949年8月 軍番号2905から変更 - 1950年6月解除
- 3107 (II) - GARY - スミ431（スハ32331） - 1950年8月指定 - 1952年1月 軍番号3316に変更

### Administration Car（事務車）【軍番号3150番台】
日本各地に設けられた、連合軍関係者のための案内を行うRTOの事務所として使用するための車両。用途記号は軍務車の「ミ｣を称する。3151号の1両のみ該当。
- 3151 - PUTNAM - スミ321（スハフ3287） - 1946年6月改造 MT - 1946年5月指定 - 1948年4月解除

### Mail Car（郵便車）
連合軍軍人の郵便物を運搬する車両。軍番号は3200番台。軍名称の標記はすべて「U.S.Mail」であった。車内での仕分けは行わないため、大部分が荷物車からの転用車であるが、郵便物の区分棚（ごく初期）や米軍警備員のための寝台を設けたものもあった。連合軍軍人の給与を輸送することもあったという。1952年4月の講和条約発効後は、駐留軍専用客車として、郵便車は「M」、郵便荷物車は「MB」、荷物車は「B」の記号を国鉄の記号と軍番号とともに、「マニM3203」のように標記した。この車種が最も遅くまで駐留軍専用客車として残り、最後の3両が接収解除されたのは、1970年（昭和45年）1月1日付けであった。
- 番外 - オニ26611 - 1945年9月指定 - 1946年7月解除
- 番外 - オニ26700 - 1945年10月指定 - 1946年7月解除
- 3201 - カニ377 - 1946年10月改造 OM - 1946年7月指定 - 1957年9月解除
- 3202 - マニ3112 - 1947年3月改造 TT - 1946年7月指定 - 1957年9月解除
- 3203 - マニ3118 - 1946年7月指定 - 1957年8月解除
- 3204 - マニ3133 - 1947年3月改造 TZ - 1946年7月指定 - 1956年2月解除
- 3205 - マニ313 - 1946年7月指定 - 1948年4月 軍番号3037に変更
- 3206 - マニ3233 - 1946年7月指定 - 1957年8月解除
- 3207 - マニ3117 - 1946年7月指定 - 1957年7月解除
- 3208 - スニ3071 - 1946年10月改造 OM - 1946年7月指定 - 1948年10月 軍番号3041に変更
- 3209 - マニ331 - 1946年5月改造 OM - 1946年7月指定 - 1949年10月解除
- 3210 - スニ3087 - 1946年7月指定 - 1949年10月解除
- 3211 - スニ3064 - 1946年10月改造 OM - 1946年7月指定 - 1959年6月解除
- 3212 - マニ3223 - 1946年7月指定 - 1970年1月解除
- 3213 - スニ302 - 1946年7月指定 - 1949年10月解除
- 3214 - スユ3028 - 1946年7月指定 - 1948年11月 軍番号2738に変更
- 3215 - マニ3136 - 1946年7月指定 - 1949年10月解除
- 3216 - マニ315 - 1946年7月指定 - 1955年9月解除
- 3217 - マニ322 - 1946年7月指定 - 1970年1月解除
- 3218 - マニ3122 - 1946年7月指定 - 1956年2月解除
- 3219 - マニ317 - 1946年7月指定 - 1949年10月解除
- 3220 - マニ3126 - 1946年10月改造 OM - 1946年7月指定 - 1948年4月 軍番号3038に変更
- 3221 - マニ3138 - 1946年10月改造 NN - 1946年7月指定 - 1970年1月解除
- 3222 - マニ3145 - 1946年10月改造 MT - 1946年7月指定 - 1956年2月解除
- 3223 - スニ3085 - 1946年7月指定 - 1948年4月 軍番号3039に変更
- 3224 - マニ3169 - 1946年10月改造 MT - 1946年7月指定 - 1955年9月解除
- 3225 - マニ3212 - 1946年7月指定 - 1957年7月解除
- 3226 - スニ308 - 1946年7月指定 - 1958年1月解除
- 3227 - マニ3221 - 1946年10月改造 NN - 1946年12月指定 - 1956年2月解除
- 3228 - マニ3224 - 1946年10月改造 NN - 1946年12月指定 - 1956年2月解除

### Troop Mess Car（部隊料理車）
兵員輸送用の列車に連結され兵員用の食事の調理を行うための車両で、後述の部隊用簡易寝台車とともに使用された。軍番号は3300番台。
- 3301 - ANNISTON - ホシ801 → ホシ861 → ホシ1860（ワキ275） - 1946年10月改造 NG - 1946年6月軍番号指定 -1955年2月解除 → 1955年11月 貨車（原番）復帰
- 3302 - ADA - ホシ802 → ホシ862 → ホシ1861（ワキ282） - 1946年10月改造 NG - 1946年6月軍番号指定 -1955年2月解除 → 1955年12月 貨車（原番）復帰
- 3303 - BROWNWOOD - ホシ803 → ホシ863 → ホシ1862（ワキ246） - 1946年10月改造 NG - 1946年6月軍番号指定 -1955年2月解除 → 1955年12月 貨車（原番）復帰
- 3304 - BENARES → CLARKSBURG - ホシ804 → ホシ864（ワキ204） - 1946年11月改造 OM - 1947年3月二次改造 HB - 1946年6月軍番号指定 - 1949年3月解除 → 1949年6月 ナニ6335に改造 NN
- 3304 (II) - CLARKSBURG - ホシ864 → ホシ1613 （ワキ182） - 1950年7月指定 - 1955年7月解除 → 1958年3月 貨車（原番）復帰
- 3305 - BIRKENHEAD → SAN ANGELO - ホシ805 → ホシ865（ワキ236） - 1946年11月改造 OM - 1947年3月二次改造 HB - 1946年6月軍番号指定 - 1949年3月解除 → 1949年6月 ナニ6336に改造 NN
- 3305 (II) - SAN ANGELO - ホシ865 → ホシ1614 （ワキ188） - 1950年7月指定 - 1955年7月解除 → 1958年3月 貨車（原番）復帰
- 3306 - BOLTON → SILVER CITY - ホシ806 → ホシ866（ワキ284） - 1946年11月改造 OM - 1947年3月二次改造 HB - 1946年6月軍番号指定 - 1949年3月解除 → 1949年6月 ナニ6337に改造 NN
- 3306 (II) - SILVER CITY - ホシ866 → ホシ1615（ワキ206） - 1950年7月指定 - 1955年7月解除 → 1958年3月 貨車（原番）復帰
- 3307 - PUEBLO - ホシ867 → ホシ1616（ワキ225） - 1950年7月指定 - 1955年7月解除 → 1958年3月 貨車（原番）復帰
- 3308 - PLATTSBURGH - ホシ868 → ホシ1617（ワキ285） - 1950年7月指定 - 1955年6月解除 → 1958年3月 貨車（原番）復帰
- 3309 - SENECA - オシ331（マニ3148） - 1950年9月 軍番号3016から変更 - 1956年7月解除
- 3310 - ALBANY - オシ332（マニ319） - 1950年9月 軍番号3036から変更 - 1955年9月解除
- 3311 - PLYMOUTH - オシ321（スニ3036） - 1950年9月 軍番号2746から変更 - 1955年10月解除
- 3312 - オシ33101（オミ4514） - 1952年1月 軍番号2957から変更 - 1956年5月解除
- 3313 - オシ33102（オミ4515） - 1952年1月 軍番号2958から変更 - 1954年8月解除
- 3314 - オシ33103（オミ4516） - 1952年1月 軍番号2959から変更 - 1954年8月解除
- 3315 - オシ33104（オミ3511） - 1952年1月 軍番号2734から変更 - 1956年5月解除
- 3316 - オシ33105（スミ431） - 1952年1月 軍番号3107から変更 - 1956年7月解除

### Troop Sleeper（部隊用簡易寝台車: 寝台数32）
兵員輸送用の簡易な構造の寝台車。軍番号は3400番台。金属の枠にキャンバスを張った折りたたみ式寝台をレール方向に設置している。朝鮮戦争の勃発によって、1950年以降大量に増備された。
- 3401 - LAKE CHARLES - スハネ321 → オハネ321（スハ32380） - 1946年10月改造 OM - 1946年12月指定 - 1955年2月解除
- 3402 - NORWICH - スハネ322（スハ32301） - 1946年10月改造 OM - 1946年12月指定 - 1949年3月解除
- 3403 - DARWIN - スハネ323（スハ32185） - 1946年10月改造 OM - 1946年12月指定 - 1949年4月解除
- 3404 - MURRUE - スハネ324 → オハネ324（スハ32546） - 1946年10月改造 OY - 1946年12月指定 - 1955年2月解除
- 3405 - BROOME - スハネ325 → オハネ325（スハ3299） - 1946年11月改造 OY - 1946年12月指定 - 1955年2月解除
- 3406 - FORT BLISS - スハネ326 → オハネ326（スハ32402） - 1946年10月改造 OM - 1946年12月指定 - 1955年2月解除
- 3407 - FORT WARREN - スハネ327 → オハネ327（スハ32476） - 1946年10月改造 OM - 指定時期不明 - 1955年2月解除
- 3408 - BERWICK → CAMP CHAFFEE - スハネ328 → オハネ328（スハ32159） - 1946年10月改造 OM - 指定時期不明 - 1955年2月解除
- 3409 - FORT BENNING - スハネ329 → オハネ329（スハ32172） - 1946年11月改造 MO - 指定時期不明 - 1955年2月解除
- 3410 - FORT RILEY - スハネ3210 → オハネ3210（スハ32773） - 1946年11月改造 MO - 指定時期不明 - 1955年2月解除
- 3411 - FORT DOUGLAS - スハネ3211 → オハネ3211（スハ32772） - 1946年11月改造 MO - 指定時期不明 - 1955年2月解除
- 3412 - FORT EUSTIS - スハネ3212 → オハネ3212（スハ32771） - 1946年11月改造 TT - 指定時期不明 - 1955年2月解除
- 3413 - FORT WORTH - スハネ3213 → オハネ3213（スハ3298） - 1946年11月改造 TT - 指定時期不明 - 1955年2月解除
- 3414 - FORT LEAVENWORTH - スハネ3214 → オハネ3214（スハ32656） - 1946年11月改造 TT - 指定時期不明 - 1955年2月解除
- 3415 - BALMORAL - スハネ3215（スハ32785） - 1946年11月改造 TT - 指定時期不明 - 1949年3月解除
- 3416 - BERBERA - スハネ3216（スハ32216） - 1946年11月改造 NN - 指定時期不明 - 1949年4月解除
- 3417 - BLACKBURN - スハネ3217 → オハネ3217（スハ32433） - 1946年11月改造 NN - 指定時期不明 - 1955年2月解除
- 3418 - BOURNEMOUTH - スハネ3218（スハ32793） - 1946年11月改造 NN - 指定時期不明 - 1949年3月解除
- 3419 - BRADFORD - スハネ3219 → オハネ3219（スハ32728） - 1946年11月改造 MT - 指定時期不明 - 1955年2月解除
- 3420 - BRIGHTON - スハネ3220（スハ32405） - 1946年11月改造 MT - 指定時期不明 - 1949年3月解除
- 3421 - LIMA - スハネ331 → オハネ3221（オヘ321） - 1947年10月改造 OM - 1947年10月 軍番号2913から変更 - 1955年2月解除
- 3422 - TEMPLE - スハネ343（スロ335） - 1950年9月改造 OF - 1950年8月 軍番号2347から変更 - 1955年2月解除
- 3423 - ROANOKE - スハネ341（スロ333） - 1950年9月改造 OF - 1950年8月 軍番号2309から変更 - 1955年2月解除
- 3424 - BENTON HARBOR - スハネ342（スロ3313） - 1950年9月改造 OF - 1950年8月 軍番号2317から変更 - 1955年2月解除
- 3425 - BAY CITY - スハネ344（オロ351） - 1950年9月改造 OF - 1950年8月 軍番号2384から変更 - 1955年2月解除
- 3426 - PAWTUCKET - スハネ345（オロ3548） - 1950年9月改造 OF - 1950年8月 軍番号23158から変更 - 1955年7月解除
- 3427 - FORT MOOD - マハネ371 → マハネ293（マハ473） - 1950年8月指定 - 1956年7月解除
- 3428 - FORT KNOX - マハネ372 → マハネ294（マハ474） - 1950年8月指定 - 1956年7月解除
- 3429 - FORT LEE - マハネ373 → マハネ295（マハ4710） - 1950年8月指定 - 1955年7月解除
- 3430 - FORT MONROE - マハネ3711 → マハネ298（マハ4734） - 1950年8月指定 - 1957年7月解除
- 3431 - FORT JACKSON - マハネ375 → マハネ2931（マハ4784） - 1950年8月指定 - 1957年7月解除
- 3432 - FORT MYER - マハネ376 → マハネ299（マハ4744） - 1950年8月指定 - 1956年7月解除
- 3433 - FORT COMPBELL - マハネ376 → マハネ2921（マハ4744） - 1950年8月指定 - 1955年10月解除
- 3434 - FORT McHENRY - マハネ377 → マハネ2923（マハ4750） - 1950年8月指定 - 1955年10月解除
- 3435 - FORT STORY - マハネ378 → マハネ2927（マハ4768） - 1950年8月指定 - 1957年8月解除
- 3436 - FORT BRAGG - マハネ379 → マハネ2928（マハ4776） - 1950年8月指定 - 1957年8月解除
- 3437 - FORT BELVOIR - マハネ3710 → マハネ2930（マハ4782） - 1950年8月指定 - 1956年8月解除
- 3438 - FORT MONMOUTH - マハネ3712 → マハネ2932（マハ4785） - 1950年8月指定 - 1955年10月解除
- 3439 - FORT SHAFTER - マハネ3713 → マハネ29101（マハ4799） - 1950年8月指定 - 1955年10月解除
- 3440 - FORT LAWTON - マハネ3714 → マハネ29151（マハ47137） - 1950年8月指定 - 1956年7月解除
- 3441 - FORT LEWIS - マハネ3715 → マハネ29152（マハ47143） - 1950年8月指定 - 1956年7月解除
- 3442 - FORT CHURCHILL - スハネ346（スロ3318） -  改造 OM - 1950年10月 軍番号2306から変更 - 1955年10月解除
- 3443 - FORT HAMILTON - スハネ347（スロ3329） -  改造 OM - 1950年10月 軍番号2310から変更 - 1955年10月解除
- 3444 - FORT JAY - スハネ348（オロ3550） -  改造 OM - 1950年10月 軍番号2335から変更 - 1955年7月解除
- 3445 - FORT ADAMS - スハネ349（オロ3533） -  改造 OM - 1950年10月 軍番号23176から変更 - 1955年7月解除
- 3446 - FORT TOTTEN - スハネ3410（オロ3545） -  改造 OF - 1950年10月 軍番号2368から変更 - 1955年7月解除
- 3447 - FORT CROCKETT - スハネ3411（オロ3528） -  改造 OF - 1950年11月 軍番号23157から変更 - 1955年7月解除
- 3448 - FORT SLOCUM - スハネ3412（オロ354） -  改造 OF - 1950年10月 軍番号23169から変更 - 1955年7月解除
- 3449 - FORT BURNSIDE - スハネ3413（スロ3214） -  改造 OF - 1950年10月 軍番号23173から変更 - 1955年7月解除
- 3450 - FORT SUMTER - マハネ3716 → マハネ2911（マハ4741）- 改造 NN - 1950年10月指定 - 1955年10月解除
- 3451 - FORT TRAVIS - マハネ3717 → マハネ2910（マハ4737）- 改造 NN - 1950年10月指定 - 1957年7月解除
- 3452 - FORT WORDEN - マハネ3718 → マハネ296（マハ4711）- 改造 NN - 1950年10月指定 - 1957年8月解除
- 3453 - FORT START - マハネ3719 → マハネ2922（マハ4748）- 改造 NN - 1950年11月指定 - 1955年10月解除
- 3454 - FORT CONSTITUTION - マハネ3720 → マハネ2925（マハ4759）- 改造 NN - 1950年11月指定 - 1955年10月解除
- 3455 - FORT DEARBORN - スハネ3414（オロ3524）- 改造 MO - 1950年10月 軍番号23104から変更 - 1955年7月解除
- 3456 - FORT DEVENS - スハネ3415（オロ3525）- 改造 MO - 1950年10月 軍番号23105から変更 - 1955年7月解除
- 3457 - FORT DIX - オハネ3222（オミ341）- 改造 MO - 1950年10月 軍番号1719から変更 - 1955年2月解除
- 3458 - FORT BAKER - マハネ3721 → マハネ291（マハ471）- 改造 MO - 1950年10月指定 - 1955年10月解除
- 3459 - FORT McKINLEY - マハネ3722 → マハネ292（マハ472）- 改造 MO - 1950年10月指定 - 1956年7月解除
- 3460 - FORT MEADE - スハネ3416（オロ3549）- 改造 NG - 1950年10月 軍番号2329から変更 - 1955年7月解除
- 3461 - FORT HANCOCK - スハネ3417（スロ339）- 改造 NG - 1950年10月 軍番号2340から変更 - 1955年7月解除
- 3462 - FORT HAYES - スハネ3418（オロ3542）- 改造 NG - 1950年10月 軍番号2375から変更 - 1955年7月解除
- 3463 - FORT LEONARD WOOD - マハネ3723 → マハネ2913（マハ4743）- 改造 MO - 1950年10月指定 - 1955年10月解除
- 3464 - FORT McCLELLEN - マハネ3724 → マハネ2912（マハ4742）- 改造 MO - 1950年10月指定 - 1957年7月解除
- 3465 - FORT McPHERSON - マハネ3725 → マハネ2929（マハ4781）- 改造 MO - 1950年10月指定 - 1957年8月解除
- 3466 - FORT MASON - スハネ3419（オロ3518）- 改造 KK - 1950年11月 軍番号23128から変更 - 1955年7月解除
- 3467 - FORT MOULTRIE - スハネ3420（オロ3511）- 改造 KK - 1950年11月 軍番号23136から変更 - 1955年7月解除
- 3468 - FORT ORD - スハネ3421（スロ322）- 改造 KK - 1950年11月 軍番号23138から変更 - 1955年7月解除
- 3469 - FORT PICKENS - マハネ3726 → マハネ297（マハ4714）- 改造 KK - 1950年11月指定 - 1955年10月解除
- 3470 - FORT ROBINSON - マハネ3727 → マハネ2926（マハ4763）- 改造 KK - 1950年11月指定 - 1955年10月解除
- 3471 - FORT REVERE - マハネ3728 → マハネ2924（マハ4756）- 改造 KK - 1950年11月指定 - 1955年10月解除

### Heater Car（暖房車）
冬季に電化区間で客車の暖房用蒸気を供給する石炭焚きボイラーを搭載した暖房車。軍番号は3500番台。高官用の客車を機関車なしでホームに据え置く際、揚水用の空気を確保するため、空気圧縮機が取り付けられた。これは指定解除後も撤去されなかった。
- 3501 - スヌ6867 - 1946年12月指定 - 1949年6月解除
- 3502 - オヌ6881 - 1946年12月指定 - 1949年6月解除
- 3503 - スヌ6853 - 1946年12月指定 - 1949年6月解除

### Troop Sleeper（部隊用簡易寝台車: 寝台数28）
上下2組、4名分の寝台の代わりに給仕室と用品庫を設置したタイプ。寝台数が変わったことで新たに軍番号3500番台を与えられた。国鉄番号は100番台を割り当てられている。
- 3501 (II) - FORT DAWES - オハネ32101（オイネ3131） - 1951年3月 軍番号2711から変更 - 1955年3月解除
- 3502(II) - FORT ANDREWS - スハネ34101（スミ411） - 1951年3月 軍番号2721から変更 - 1955年3月解除

### Troop Sleeper（部隊用簡易寝台車: 寝台数30）
上下1組、2名分の寝台の代わりに給仕室を設置したタイプ。寝台数が変わったことで新たに軍番号3600番台を与えられた。国鉄番号は200番台を割り当てられている。
- 3601 - FORT CASEY - オハネ32201（オミ355） - 1951年3月 軍番号2708から変更 - 1954年11月解除
- 3602 - FORT BERRY - オハネ32202（オミ356） - 1951年3月 軍番号2709から変更 - 1955年3月解除
- 3603 - FORT FOSTER - オハネ32203（オミ357） - 1951年3月 軍番号2715から変更 - 1954年11月解除
- 3604 - FORT CROOK - オハネ32204（オミ352） - 1951年3月 軍番号2718から変更 - 1955年3月解除

### Troop Sleeper（部隊用簡易寝台車: 寝台数24）
緩急設備付き三等・荷物合造車のスハニ32形を種車とする衛生車（実質的には病院車）を再改造し、部隊用簡易寝台車としたグループ。軍番号は3700番台。
- 3701 - オハネ32151（オミ4511） - 1952年1月 軍番号2953(II)から変更 - 1952年12月解除
- 3702 - オハネ32152（オミ4512） - 1952年1月 軍番号2955から変更 - 1952年12月解除

### Partitioned Car（区分軍用客車）
車内を区切って、客室の一部を連合軍専用とした車両。軍番号は700番台。軍名称は指定されていない。
- 700 - スハニ3245 - 1947年8月指定 - 1948年8月 軍番号2545に変更
- 701 - スロハ322 - 1947年8月 軍番号2605から変更 - 1950年2月解除
- 702 - スロハ323 - 1947年8月 軍番号2607から変更 - 1950年4月解除
- 703 - スロハ3150 - 1947年8月 軍番号2610から変更 - 1952年2月解除
- 704 - スロハ3154 - 1947年3月 軍番号23194から変更 - 1952年3月解除
- 705 - スロハ3252 - 1947年8月 軍番号2608から変更 - 1950年3月解除
- 706 - スロハ3256 - 1947年8月 軍番号2609から変更 - 1951年3月解除
- 707 - スロハ331（スハ32225） - 1947年4月改造 OM - 1947年8月 軍番号2437から変更 - 1951年12月解除
- 708 - スロハ332（スハ32705） - 1947年4月改造 OM - 1947年8月 軍番号2438から変更 - 1952年3月解除
- 709 - スロハ333（スハ32675） - 1947年4月改造 OM - 1947年8月 軍番号2436から変更 - 1951年12月解除
- 710 - オロ4012 - 1947年1月改造 TT - 1947年8月指定 - 1950年11月解除
- 711 - オロ4052 - 1947年2月改造 TT - 1947年8月指定 - 1950年10月解除
- 712 - スロ323 - 1947年5月 軍番号23139から変更 - 1949年3月解除 ※軍番号727に再指定
- 713 - オロ3182 - 1947年5月 軍番号23143から変更 - 1951年12月解除
- 714 - スロハ3240 - 1947年8月指定 - 1950年11月解除
- 715 - スロハ3241 - 1947年8月指定 - 1951年12月解除
- 716 - スロハ3242 - 1947年8月指定 - 1950年11月解除
- 717 - スロハ3243 - 1947年8月指定 - 1950年11月解除
- 718 - スロハ3262 - 1947年8月指定 - 1950年11月解除
- 719 - スロ3417 - 1948年5月 軍番号23140から変更 - 1952年2月解除
- 720 - オロ3532 - 1948年3月改造 NG - 1948年5月 軍番号23135から変更 - 1950年2月解除
- 721 - オロ3559 - 1948年4月改造 NG - 1948年5月 軍番号23130から変更 - 1950年11月解除
- 722 - オロ3560 - 1948年2月改造 NG - 1948年5月 軍番号23132から変更 - 1952年3月解除
- 723 - オロ3630 - 1948年5月 軍番号23142から変更指定 - 1952年3月解除
- 724 - スロフ307 - 1947年8月指定 - 1948年8月解除 ※軍番号726に再指定
- 724 (II) - ナロ21136（ナイロ20506） - 1949年1月 軍番号2319から変更 - 1949年3月解除
- 725 - スロハ316 - 1948年5月 軍番号2602から変更指定 - 1952年3月解除
- 726 - スロフ307 - 1949年7月指定 - 1951年12月解除 ※軍番号724を再指定
- 727 - スロ323 - 1949年7月指定 - 1952年3月解除 ※軍番号712を再指定
- 728 - オロ3610 - 1949年7月 軍番号2359から変更 - 1950年9月解除
- 729 - オロ4025 - 1949年7月 軍番号2386から変更 - 1950年9月解除
- 730 - スロフ342（スイロフ302） - 1949年8月 軍番号2301から変更 - 1952年2月解除
- 731 - スロフ341（スイロフ301） - 1949年8月 軍番号2302から変更 - 1952年2月解除
- 732 - オハ35491 - 1949年9月 軍番号2414から変更 - 1950年3月解除
- 733 - オハ35493 - 1949年9月 軍番号2416から変更 - 1950年4月解除
- 734 - オロフ325 - 1949年10月 軍番号2377から変更 - 1950年9月解除
- 735 - スロフ3016 - 1949年10月 軍番号2392から変更 - 1951年12月解除
- 736 - スロフ3017 - 1949年10月 軍番号2391から変更 - 1951年6月 軍番号2391(II)に変更

### Miscellaneous Car（雑種軍用客車）
上記に区分されない雑多な用途の軍務車。教育車、教育車用荷物車、販売車用荷物車など。軍番号は800番台。
- 801 - SHREVEPORT - ホミ801 → ホミ800 → ホミ1800（ワキ215） - 1947年3月改造 MT - 指定時期不明 - 1953年8月解除 → 貨車（原番）復帰 ※衛生教育用車両
- 802 - LAKELAND - オミ432（オイ3114） - 1947年6月改造 OM - 1947年7月 軍番号2812から変更 - 1949年4月解除 軍番号2752に変更 ※衛生教育用車両
- 802 (II) - STRATFORD - ナミ834 → ナミ1842（ワキ103） - 1949年11月指定 - 1953年12月解除 → 貨車（原番）復帰
- 803 - ROCK ISLAND - オミ431（オイ3113） - 1947年6月改造 OY - 1947年7月 軍番号2811から変更 - 1949年4月 軍番号2757に変更 ※衛生教育用車両
- 803 (II) - FAIRFIELD - ナミ835 → ナミ1843（ワキ99） - 1949年11月指定 - 1951年1月解除 - 1951年11月再指定 - 1952年8月解除 → 貨車（原番）復帰
- 804 - SEA ISLAND - ホミ833 → ナミ833 → ナミ1841（ワキ147） - 1948年1月改造 OM - 1951年12月指定 - 1952年8月解除 → 貨車（原番）復帰 ※衛生教育用車両
- 805 (II) - COLORADO - ナミ836 → ナミ1844（ワキ253） - 1950年8月指定 - 解除時期不明 → 1953年6月 貨車（原番）復帰
- 806 (II) - SAFETY CAR - オミ3511（スハフ32224） - 1951年6月 軍番号2734から変更 - 1951年10月 軍番号2734(II)に変更 ※安全教育用車両

### 二軸客車（軍用貨車）
連合軍の都合により、軍用有蓋貨車を軍用客車扱いとしたもので、便宜上二軸客車（荷物車）のニ800形に編入された。軍番号は800番台。
- 805 - ニ805（ワム23358） - 1948年5月貨車から変更 - 1948年8月 貨車に変更
- 806 - ニ806（ワム25615） - 1948年5月貨車から変更 - 1948年8月 貨車に変更
- 807 - ニ807（ワム27655） - 1948年5月貨車から変更 - 1948年8月 貨車に変更
- 808 - ニ808（ワム30285） - 1948年5月貨車から変更 - 1948年8月 貨車に変更
- 809 - ニ809（ワム51915） - 1948年5月貨車から変更 - 1948年8月 貨車に変更
- 810 - ニ810（ワム27756） - 1948年5月貨車から変更 - 1948年8月 貨車に変更

### High Speed Flat Car（軍用運搬車）
木造客車の車体を取り払った台枠の上面に床を張った構造の、軍用自動車の輸送に使用された長物車である。軍番号は900番台。台枠よりも上の部分を必要としないため、戦災車を活用して改造されたものも多い。客車用ブレーキを備え、一般の貨車よりも高速で運行できた。
- 901 - チホニ901 → チホニ1900（ナハ22111） - 1946年11月改造 OM - 1946年11月指定 - 1952年9月解除 → オハ61592（鋼体化）
- 902 - チホニ902（ナハ22087） - 1946年11月改造 OM - 1946年11月指定 - 1950年3月解除 → オハフ601（鋼体化）
- 903 - チホニ903 → チホニ1901（ナハ22636） - 1946年11月改造 OM - 1946年11月指定 - 1951年8月解除 → オハフ61564（鋼体化）
- 904 - チホニ904 → チホニ1902（ナハ22011） - 1946年11月改造 OM - 1946年11月指定 - 1953年12月解除 → 廃車
- 905 - チホニ905 → チホニ1903（ナハ22552） - 1946年11月改造 OM - 1946年11月指定 - 1952年7月解除 → オハフ61541（鋼体化）
- 906 - チホニ906（ナハ22013） - 1946年11月改造 OM - 1949年3月指定 - 1949年4月解除（事故により2代目に振替） → 廃車?
- 906(II) - チホニ906 → チホニ1904（チキ1694） - 1949年4月改造・指定（事故により振替） - 1950年10月解除 → 廃車?
- 907 - チホニ907（オニ26607） - 1946年11月改造 OY - 1946年11月指定 - 1950年3月解除 → オハフ602（鋼体化）
- 908 - チホニ908 → チホニ1905（オユニ26266） - 1946年11月改造 OM - 1946年11月指定 - 1952年7月解除 → オハ61599（鋼体化）
- 909 - チホニ909 → チホニ1906（ホハユ3179） - 1947年10月改造 MO - 1946年11月指定 - 1952年7月解除 → 廃車
- 910 - チホニ910（ホユ4751） - 1947年10月改造 MO - 1946年11月指定 - 1951年12月解除 → 廃車?
- 911 - チホニ911（ナハ22480） - 1947年10月改造 MO - 1946年11月指定 - 1950年10月解除 → オハ622（鋼体化）
- 912 - チホニ912（チキ2223） - 1948年7月指定 - 1950年10月解除 → 廃車?